# ジョージア州

ジョージア州
State of Georgia

州の愛称: ピーチステート Peach State
エンパイアステート・オブ・ザ・サウス Empire State of the South州のモットー: 知恵、正義、そして節度
Wisdom, justice, and moderation

ジョージア州（ジョージアしゅう、英: State of Georgia [ˈdʒɔrdʒə] ( 音声ファイル)）は、アメリカ合衆国の南東部にある州。州都はアトランタ市。なお、同市は人口では州内で最大の都市でもある。1776年にアメリカ独立宣言をした13州の1つであり、コカ・コーラやCNN、アフラックの本社などがあることでも知られている。
ジョージア植民地として1732年に設立されており、13植民地の中では最後のものだった。アメリカ合衆国憲法を1788年1月2日に批准しており、合衆国への加盟順位としては4番目になった。1861年1月21日にアメリカ合衆国からの脱退を宣言し、アメリカ連合国建国7州の1つになった。1870年7月15日にアメリカ合衆国に復帰したが、これは最後の州となった。
アメリカ合衆国50州の中では陸地面積では第24位、人口では第8位である。2007年から2008年の人口増加率では州内14郡が国内100傑に入っており、テキサス州に次いで多い数だった。「南部の帝国州」や名産の黄桃にちなんだ「桃の州」といった異名がある。
ジョージア州の南はフロリダ州、東は大西洋とサウスカロライナ州、北はノースカロライナ州とテネシー州、西はアラバマ州に接している。北部にはアパラチア山脈に属するブルーリッジ山脈がある。中央部のピードモント台地は丘陵部から滝線まで広がっており、滝線から川が流れ落ちて南部の大陸性海岸平原に流れ込んでいる。ミシシッピ川より東では最も陸地面積が広い州だが、水域を含む総面積では第4位である（ミシガン州、フロリダ州、ウィスコンシン州に次ぐ）。
| 家庭で話される言語（ジョージア州） 2010 | 家庭で話される言語（ジョージア州） 2010 | 家庭で話される言語（ジョージア州） 2010 | 家庭で話される言語（ジョージア州） 2010 | 家庭で話される言語（ジョージア州） 2010 |
| --------------------------------------- | --------------------------------------- | --------------------------------------- | --------------------------------------- | --------------------------------------- |
|                                         |                                         |                                         |                                         |                                         |
| 英語                                    | 英語                                    |                                         | 87.35%                                  | 87.35%                                  |
| スペイン語                              | スペイン語                              |                                         | 7.42%                                   | 7.42%                                   |

| 人種構成（ジョージア州） 2010 | 人種構成（ジョージア州） 2010 | 人種構成（ジョージア州） 2010 | 人種構成（ジョージア州） 2010 | 人種構成（ジョージア州） 2010 |
| ----------------------------- | ----------------------------- | ----------------------------- | ----------------------------- | ----------------------------- |
|                               |                               |                               |                               |                               |
| 白人                          | 白人                          |                               | 55.9%                         | 55.9%                         |
| 黒人                          | 黒人                          |                               | 30.5%                         | 30.5%                         |
| ヒスパニック                  | ヒスパニック                  |                               | 8.8%                          | 8.8%                          |
| アジア系                      | アジア系                      |                               | 3.2%                          | 3.2%                          |
| インディアン                  | インディアン                  |                               | 0.3%                          | 0.3%                          |
| 混血                          | 混血                          |                               | 2.1%                          | 2.1%                          |

## 州名の由来
ジョージア植民地の設立勅許をジェームス・オグルソープに与えたイギリス国王ジョージ2世に由来する。南コーカサスにあり（ロシア語名の「グルジア」としても知られる）ジョージア国とは地名の由来（ジョージアの国名を参照）はもとより歴史的にも何の関係も持たないが、英語名はどちらも"Georgia"のため区別が必要な場合は州の方を"State of Georgia"（ジョージア州）、国家の方を"Country of Georgia"（ジョージア国）と呼び分ける慣例がある。また、ビートルズの楽曲「バック・イン・ザ・U.S.S.R.」では、地理的には無関係にもかかわらず、英語では同一名称となる2つの地名に引っ掛けたジョークが歌詞に織り込まれていることで知られる。
州都のアトランタとジョージア国の首都であるトビリシは、1988年に姉妹都市関係を締結している。また、1996年に開催された1996年アトランタオリンピックではジョージア国選手団が開会式の入場行進において特に大きな歓声で迎えられたエピソードがよく知られている。

## 歴史
ヨーロッパ人が発見し、入ってくる以前のジョージアは、マウンドを建設する文化を持つ先住民が住んでいた。イギリスが植民する以前はチェロキー族やクリーク族などの農耕民インディアン部族が居住していた。18世紀前半、サウスカロライナのイギリス人とフロリダのスペイン人がにらみ合うなかで、ジェームス・オグルソープが率いた最初の英国移民団が1733年2月12日（旧暦1732年2月1日）にサバンナに到着した。州ではこの日を「ジョージアの日」と名付けて州の祝日としている。この植民地は当時のイギリス国王ジョージ2世が発行した勅許の下に、「アメリカにおけるジョージア植民地設立のための信託」が管理した。この信託はオグルソープ計画と呼ばれた念入りな入植計画を実行し、自作農の農業社会を目指し、奴隷制度を禁じていた。1742年、ジェンキンスの耳の戦争の時に、スペインの侵略を受けた。1752年、植民地を支援していた助成金の更新に植民地政府が失敗した後、信託は支配権をイギリス王室に戻した。ジョージアは王室領となり、総督は国王から指名された。

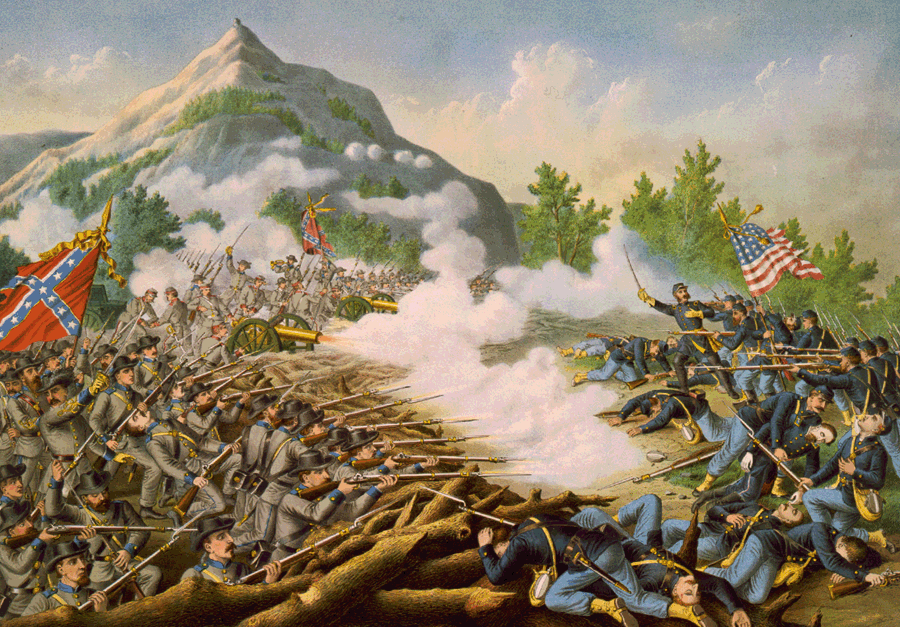
ケネソーマウンテンの戦い、1864年6月27日

ジョージア植民地は1776年にアメリカ独立宣言に署名し、アメリカ独立戦争でイギリス支配に反抗した13植民地の1つとなった。戦後アメリカ合衆国憲法を1788年1月2日に批准し、合衆国への加盟順位としては4番目の州になった。
1829年、北ジョージア山地で金が発見されてジョージア・ゴールドラッシュが起こり、連邦政府はダロネガに貨幣鋳造所を設立して1861年まで運営が続けられた。その後白人開拓者が多く流入し、チェロキー族から土地を取り上げるよう連邦政府に迫った。1830年、アンドリュー・ジャクソン大統領がインディアン移住法に署名して法制化し、東部にいた多くのインディアンを現在のオクラホマ州にあった居留地に移住させた。これにはジョージアにいた全ての部族が含まれていた。「ウースター対ジョージア州事件」でアメリカ合衆国最高裁判所が、インディアンの領域を調整してはならないと裁定していたにも拘わらず、ジャクソン大統領とジョージア州はこの裁定を無視した。1838年、ジャクソンの後継者マーティン・ヴァン・ビューレン大統領が連邦軍を派遣してチェロキー族を集め、ミシシッピ川の西に移動させた。これは「涙の道」と呼ばれ、途中で4,000人以上のチェロキー族が死んだ。
1861年に始まった南北戦争ではアメリカ連合国に加盟し、主要な戦場になった。1864年、チカマウガ、ケネソーマウンテン、アトランタと大きな戦闘が続き、アトランタ市は北軍のウィリアム・シャーマン将軍の侵攻によって破壊された。それに続くサバンナまでの「海への進軍」によってジョージア州主要部全域が壊滅し甚大な被害を受けた。この戦争でジョージア州の兵士18,253人が死亡しており、5人に1人の割合になった。この間のことはマーガレット・ミッチェルの有名な小説「風と共に去りぬ」に詳しく描かれている。レコンストラクション時代に続く1870年に連邦に復帰した。奴隷労働による綿花栽培に代わって、黄桃の栽培が盛んとなり、2016年現在、桃は米国3番目の生産量となっている。

## 地理
参照：ジョージア州の郡一覧、ジョージア州の地理（英文）

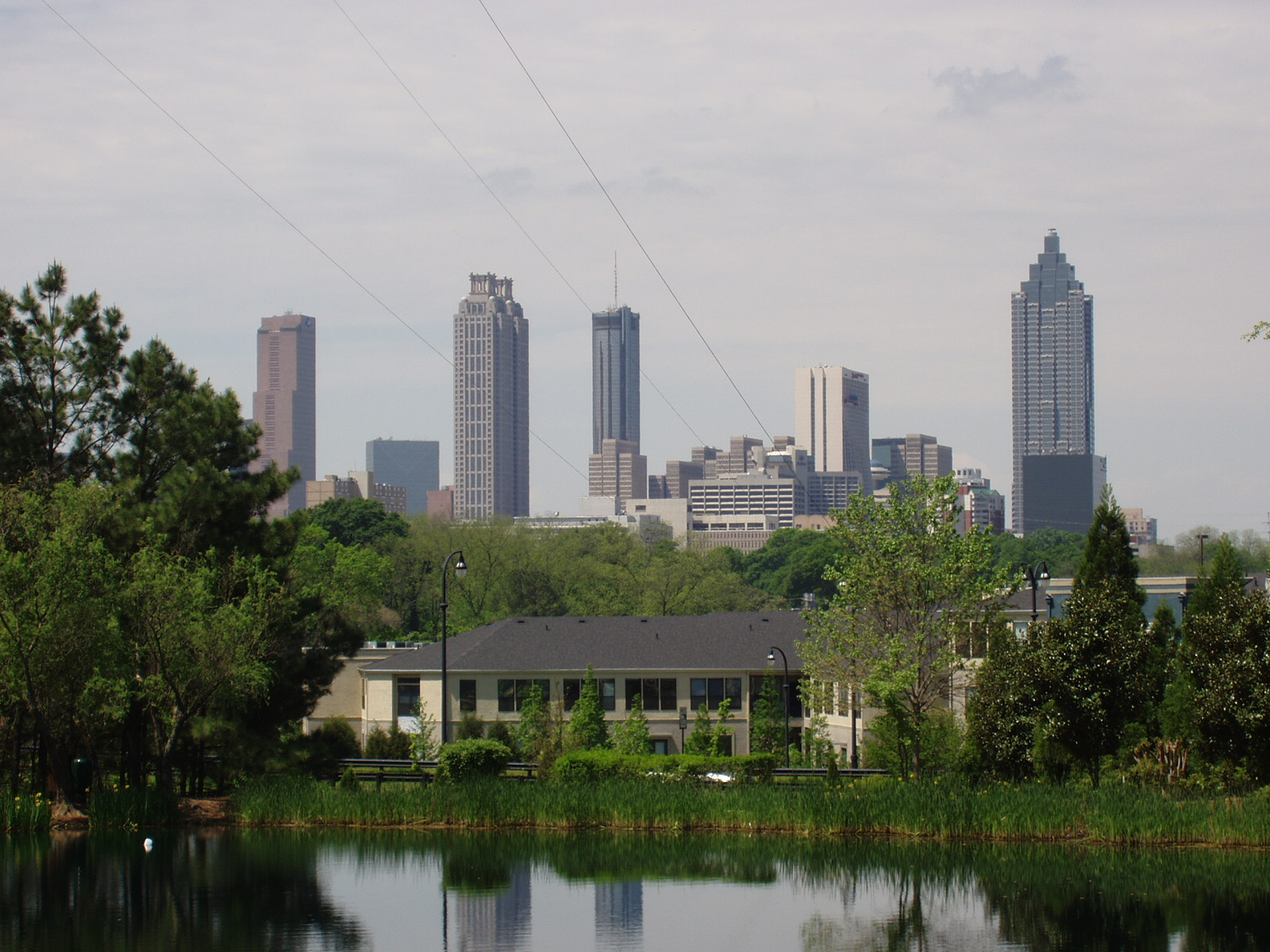
アトランタ市中心街

### 領域
ジョージア州の北部はアパラチア山系のブルーリッジ山脈で占められ、南部は大平原となっている。
ジョージア州は北でノースカロライナ州とテネシー州、西でアラバマ州、南でフロリダ州に接し、東の大部分はサウスカロライナ州に接するが、一部は大西洋に面する。サバンナには代表的な海港がある。
東のサウスカロライナ州との州境は大西洋に始まり、サバンナ川を北西に遡り、トゥガルー川やセネカ川と合流する。その後はトゥガルー川を遡り、チャトーガ川に入る。この州境は1797年のビューフォート条約で取り決められ、さらに1923年と1989年の2回、「ジョージア州対サウスカロライナ州」裁判でアメリカ合衆国最高裁判所の審査を受けた。
州境は北緯35度線のラブン郡先端で鋭く曲がる。ただしこの点から初期測量の不正確さのためにやや南に枝分かれする。この35度線はミシシッピ川までジョージア州とノースカロライナ州を分ける境界だった。その後テネシー州がノースカロライナ州から分離し、1795年にヤズーの仲間がジョージア州議会に提案して成立し、州知事が承認した法によって、現在のアラバマ州とミシシッピ州となっている広大な地域を売却した。
ジョージア州の西側州境はテネシー州チャタヌーガの南西にある点から南南東に直線で下り、ウェストポイント近くでチャタフーチー川の最西端に出遭う。そこからフリント川と合流する点までを辿る（チャタフーチー川とフリント川が合流してフロリダ州のアパラチコラ川となる）。そこからは真東、やや南よりに直線でセントメアリー川の水源に向かい、残りは川を下って大西洋に戻る。
川を利用した州境は当初の川の谷線で設定されている。その後現在セミノール湖の水中となっているアパラチコラ・チャタフーチー・フリントの点など、ダムで造られた湖によって水没している。
ジョージア州議会は、1818年の測量でテネシー州との州境が考えていたよりも1マイル (1.6 km) 南にあると主張し、2010年にその修正を提案した。当時ジョージア州は深刻な干ばつの中にあり、この修正が成立すればテネシー川から水を引くことができるはずだった。

### 地質と地形
（英文）

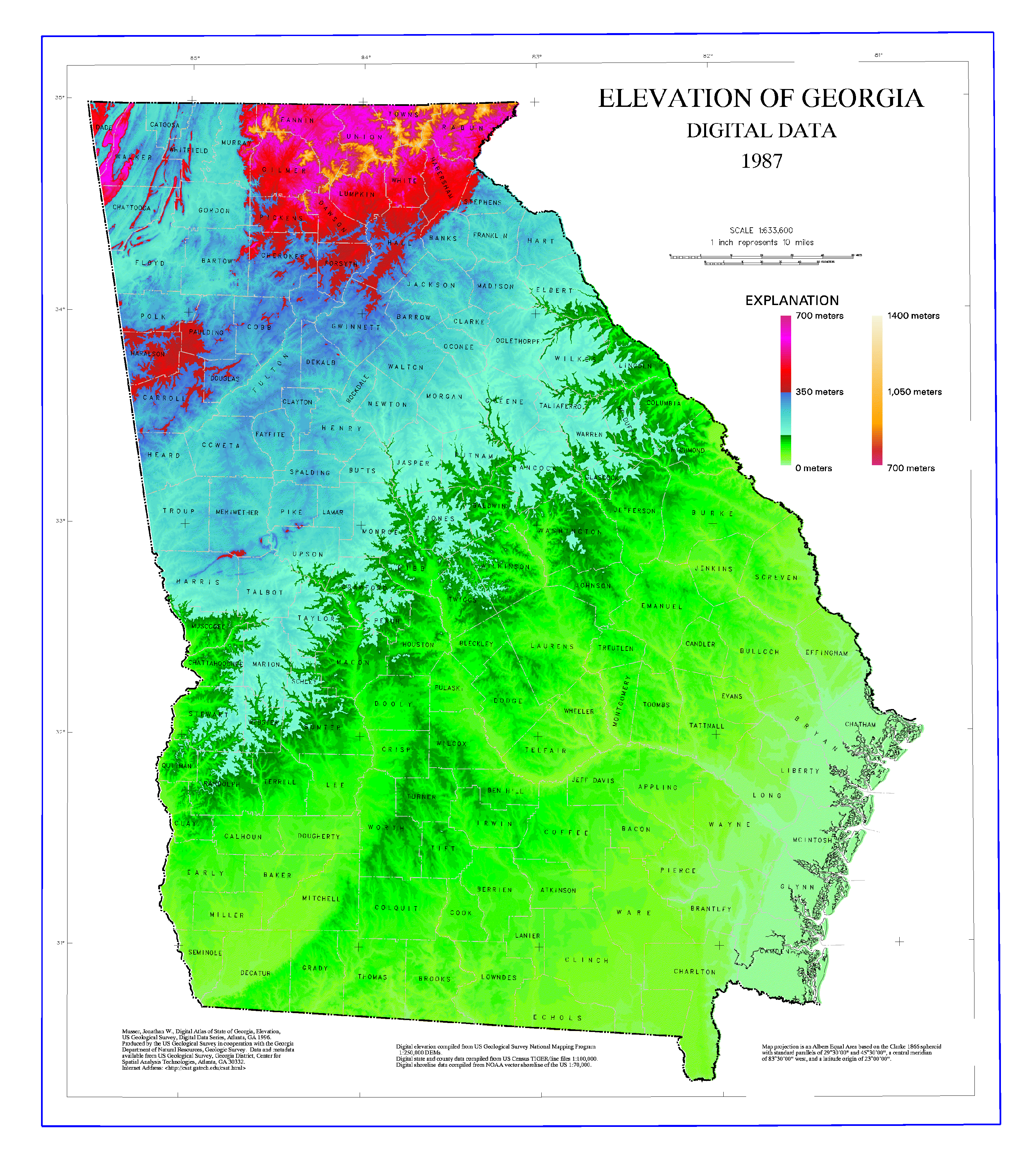
ジョージア州の標高線図

各地域は独自の性格がある。例えば北西隅にあるリッジ・アンド・バレー地域は、石灰岩、砂岩、頁岩など堆積性岩であり、建材として使える石灰岩、重晶石、黄土および少量の石炭を産出している。

### 植物相
州内には約250種の樹木と58種の保護植物がある。固有種としてはエンピツビャクシン、各種の松、オーク、カエデ、糸杉、スウィートガム、鱗皮と白のヒッコリーなどがある。ヒッコリーの実であるピーカンナッツの名産地として知られる。ノコギリパルメットなど熱帯性の植物は南部と海岸地域で見られる。カロライナジャスミンとアメリカシャクナゲが、州内では数少ない花の群落を作っている。

### 動物相
オジロジカはほぼ全郡で見られる。マネシツグミとチャイロツグミモドキが160種いる鳥類の代表である。
爬虫類と両生類では、ヒガシダイヤガラガラヘビ、アメリカマムシ、ヌママムシ、サンショウウオ、カエル、アリゲーター、ヒキガエルがいる。79種の爬虫類と63種の両生類が知られている。
最も人気のある淡水魚は、マス、ブリーム、バス、ナマズであり、ナマズ以外は州の孵化場で養殖されている。海水魚ではサケ、ナガニベ、ヒラメ、ターポンなどがいる。ネズミイルカ、クジラ、エビ、カキ、ワタリガニは海岸部の沿岸や沖合で見られる。

### 気候
（英文）

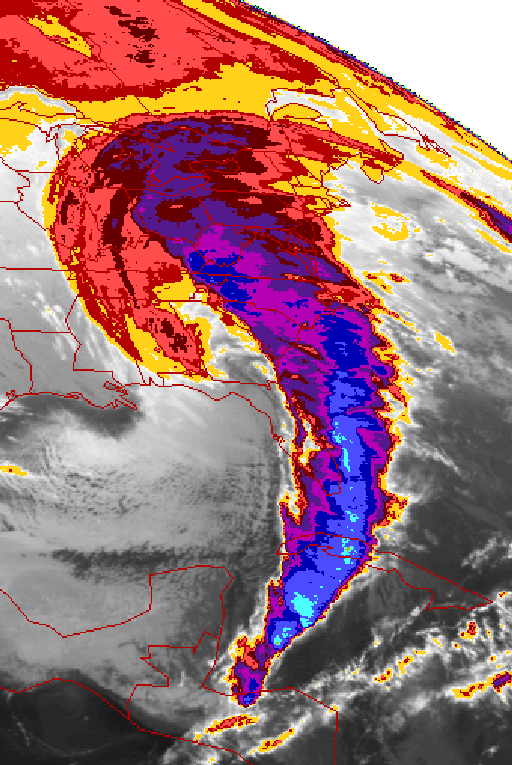
1993年3月の世紀の嵐イメージ図、アメリカ東海岸全体を覆っている

州の大半の地域は温暖湿潤気候にある。暑く湿気た夏が通常であるが、標高の高い地域が例外である。北部山岳地を含め州全体が中量から多量の降水があり、中部では45インチ (1,143 mm)、北東部では約75インチ (1,905 mm) と変化がある。大西洋あるいはメキシコ湾に近い地域さらに緯度や標高によっては亜熱帯性気候の程度が異なる。特に北部の山岳地では大洋から離れ、標高が4,500フィート (1,350 m) となるので顕著である。アメリカ合衆国農務省の植物耐寒性区分では、ブルーリッジ山脈の"6b"（-5°F (-21 ℃) 未満にならない）から大西洋岸やフロリダ州境の"8b"（15°F (-9 ℃) 未満にならない）まで変化している。
過去最高気温は1952年7月24日にルイビルで記録された112°F (44.4 ℃) であり、過去最低気温は1940年1月27日にフロイド郡北部で記録された-17°F (-27.2 ℃) である。竜巻の発生数では多い方であるが、藤田スケールF1以上になることは希である。2008年3月14日、竜巻がアトランタ市中心街を襲い、中程度から厳しい被害をもたらした。大西洋岸ではハリケーンの被害を受けやすいが、20世紀を通じて直接襲来を受けたのは希だった。フロリダ州パンハンドル地域を襲ったハリケーンがジョージア州を通過し、上陸してから勢力は弱まるが暴風と豪雨を内陸に及ぼす。また大西洋岸を北上するハリケーンが海岸線を通過していくこともある。
| 都市                                          | 1月        | 2月        | 3月        | 4月         | 5月         | 6月         | 7月         | 8月         | 9月         | 10月        | 11月       | 12月       |
| --------------------------------------------- | ---------- | ---------- | ---------- | ----------- | ----------- | ----------- | ----------- | ----------- | ----------- | ----------- | ---------- | ---------- |
| アセンズ                                      | 51/11 33/1 | 56/13 35/2 | 65/18 42/6 | 73/23 49/9  | 80/27 58/14 | 87/31 65/18 | 90/32 69/21 | 88/31 68/20 | 82/28 63/17 | 73/23 51/11 | 63/17 42/6 | 54/12 35/2 |
| アトランタ                                    | 52/11 34/1 | 57/14 36/2 | 65/18 44/7 | 73/23 50/10 | 80/27 60/16 | 86/30 67/19 | 89/32 71/22 | 88/31 70/21 | 82/28 64/18 | 73/23 53/12 | 63/17 44/7 | 55/13 36/2 |
| オーガスタ                                    | 56/13 33/1 | 61/16 36/4 | 69/21 42/6 | 77/25 48/9  | 84/29 57/14 | 90/32 65/18 | 92/33 70/21 | 90/32 68/20 | 85/29 62/17 | 76/24 50/10 | 68/20 41/5 | 59/15 35/2 |
| コロンバス                                    | 57/14 37/3 | 62/17 39/4 | 69/21 46/8 | 76/24 52/11 | 83/28 61/16 | 90/32 69/21 | 92/33 72/22 | 91/32 72/22 | 86/30 66/19 | 77/25 54/12 | 68/20 46/8 | 59/15 39/4 |
| メイコン                                      | 57/14 34/1 | 61/16 37/3 | 68/20 44/7 | 76/24 50/10 | 83/28 59/15 | 90/32 67/19 | 92/33 70/21 | 90/32 70/21 | 85/29 64/18 | 77/25 51/11 | 68/20 42/6 | 59/15 36/2 |
| サバンナ                                      | 60/16 38/3 | 64/18 41/5 | 71/22 48/9 | 78/26 53/12 | 84/29 61/16 | 90/32 68/20 | 92/33 72/22 | 90/32 71/22 | 86/30 67/19 | 78/26 56/13 | 70/21 47/8 | 63/17 40/4 |
| 気温は °F/°C の順、上段が最高、下段が最低気温 |            |            |            |             |             |             |             |             |             |             |            |            |

## 人口動態
2020年国勢調査時点でのジョージア州の人口は10,711,908人であり、2010年国勢調査から10.57%、1,024,255人増加した。
2020年現在、ジョージア州は米国で8番目に人口が多い州であり、米国で人口増加が速い州の1つである。1990年から2020年までに65.35%（4,233,692人）増加している。州人口の半分以上がアトランタ都市圏に居住している。ジョージア州にある19の郡が、2004年から2005年にかけて最も成長の速い100の郡にランクインしている 。ジョージア州の人口重心はジャクソン市がある、バッツ郡である 。
不法移民の数では国内第6位である。1990年の35,000人から2009年1月の480,000人まで14倍になった。2009年時点で退役兵が743,000人いる。

### 人種、言語、年齢層

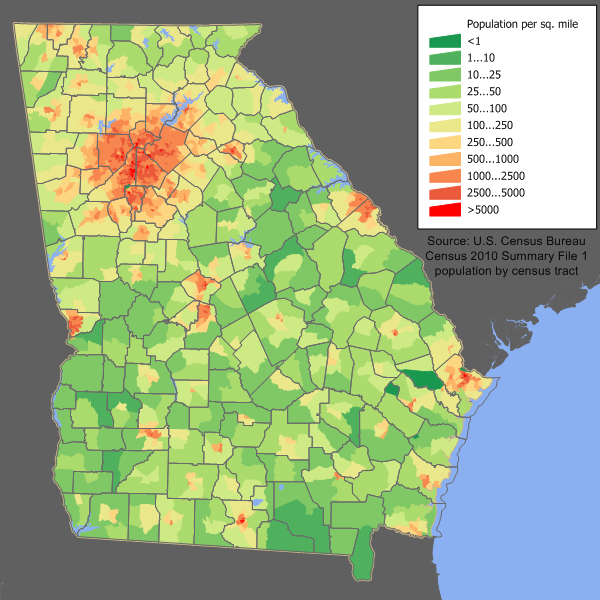
ジョージア州の人口密度図

2020年時点で、ジョージア州の人種的な構成は次のとおりだった。
- 53.2% ヒスパニック以外の白人
- 32.3% 黒人
- 10.5% ヒスパニック・ラテン系
- 5.2% アジア人
- 1.5% ネイティブアメリカン
- 0.1% アジア・太平洋諸島系アメリカ人
- 1.2% その他の人種

2011年時点で1歳未満人口の58.8%は少数民族だった。
州内で2000年に申告された祖先による構成比は以下の通りだった。
- 10.8% アメリカ人（大半はイギリス系子孫）
- 8.9% イギリス系
- 8.2% ドイツ系

1980年の国勢調査では、州民の40%がイギリス系の子孫と申告しており、当時は最大の民族集団だった。今日ではその中の多くの人が「アメリカ人」と答えており、実際にはイギリス系やスコットランド・アイルランド系であっても、アメリカに来てからの年月が長くなったために、単純にアメリカ人と答えるか、あるいは実際の先祖を知らないのかである。
2005年時点で5歳以上の州民の90%は家庭で英語を話し、5.6%がスペイン語を話している。第3位はフランス語で0.9%、ドイツ語0.8%、ベトナム語0.6%と続いている。2004年時点で5歳未満の構成比が7.7%、18歳未満が26.4%、65歳以上が9.6%だった。高齢化率（65歳以上の人口比率）は2008年時点で10.1%であり、国内では3番目に若い州となっている。やはり2004年時点で女性が50.6%、アフリカ系アメリカ人が29.6%だった。
昔から州人口の約半数はアフリカ系アメリカ人であり、南北戦争前はほとんど全員が奴隷だった。20世紀に入って1914年から1970年の間に、北部工業地帯へ黒人の大移動が起こり、人口比率が減少した。
アジア系の人口増加率も国内第2位であり、1990年から2000年の10年間で2倍以上になった。さらにアフリカ系アメリカ人比率では国内第3位（ミシシッピ州とルイジアナ州に次ぐ）、絶対数でも第3位（ニューヨーク州とフロリダ州に次ぐ）である。2006年から2007年までにアフリカ系アメリカ人は84,000人増加しており、国内最大だった。
植民地時代に山岳や台地にはスコットランド系、イングランド系、スコットランド・アイルランド系が多く入り、海岸部にはイングランド系やアフリカ系が多く入ったことで、食品、言語、音楽に強い影響を与えてきた。18世紀の海岸部に、米を栽培する西アフリカから繰り返し輸入されたアフリカ系アメリカ人が集中したことで、低地アフリカ人の間でガラ・ギーチー言語と文化が発展した。アフリカの食料、宗教、文化の伝統を継承した特徴ある遺産を共有し、地域を越えて広がっているものもある。南部文化がクレオール化する中で、その料理は低地部南部の料理全てと一体化している。

### 宗教

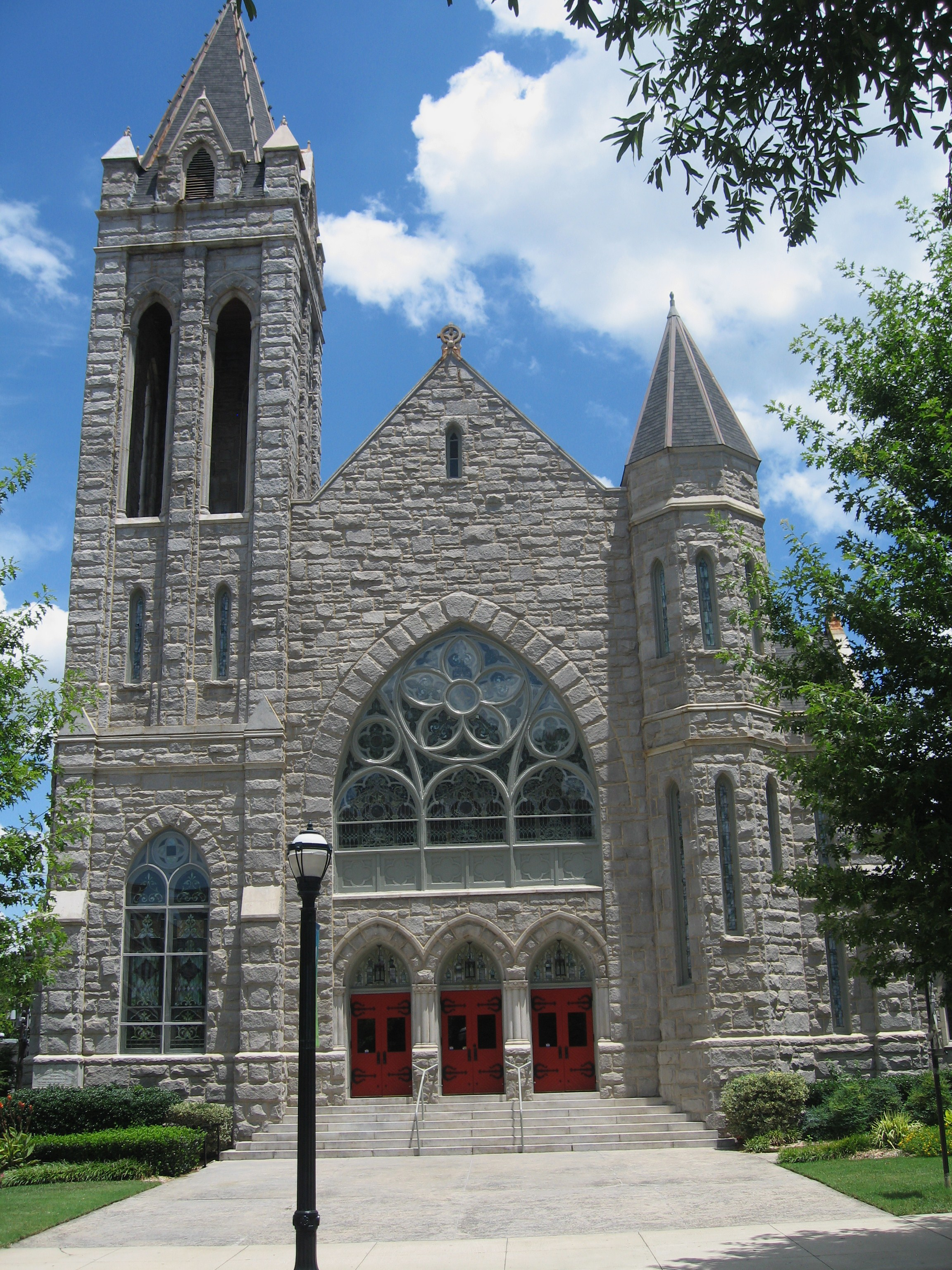
セントマークス・ユナイテッド・メソジスト教会、アトランタ市

他の南部各州と同様、圧倒的にキリスト教プロテスタントが多い。2010年時点でジョージア州の人口の宗教比率は以下とおりである。
- プロテスタント – 70%
  - バプテスト – 24%
  - メソジスト – 12%
  - 長老派教会 – 3%
  - ペンテコステ運動 – 3%
  - 他のプロテスタント – 28%
- ローマ・カトリック – 12%
- 他の宗教 – 3%
- 無宗教 – 13%

ジョージア州は米南東部でも有数のプロテスタント文化を有している。しかし、ローマ・カトリック人口がアトランタ大都市圏内で北東部に流入し定着、またヒスパニック人口もその要因となっている。北東部の人口増加はアトランタ地域内のユダヤ教コミュニティーを急成長させている。
2000年時点で信徒数最大の宗派は南部バプテスト連盟の1,719,484人であり、続いてユナイテッド・メソジスト教会の570,674人、カトリック教会 374,185人となっている。

## インディアン部族

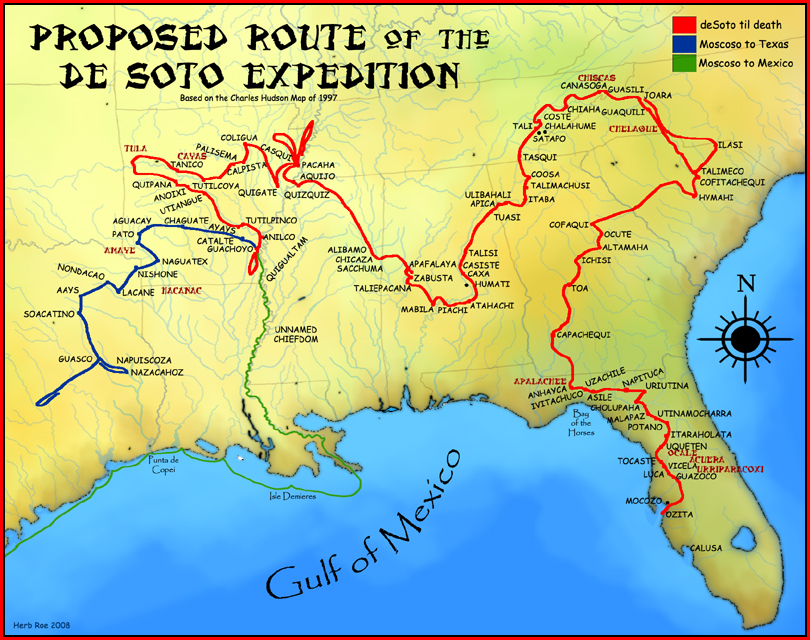
エルナンド・デ・ソトが遠征した16世紀の、ジョージア州周辺のインディアン集落

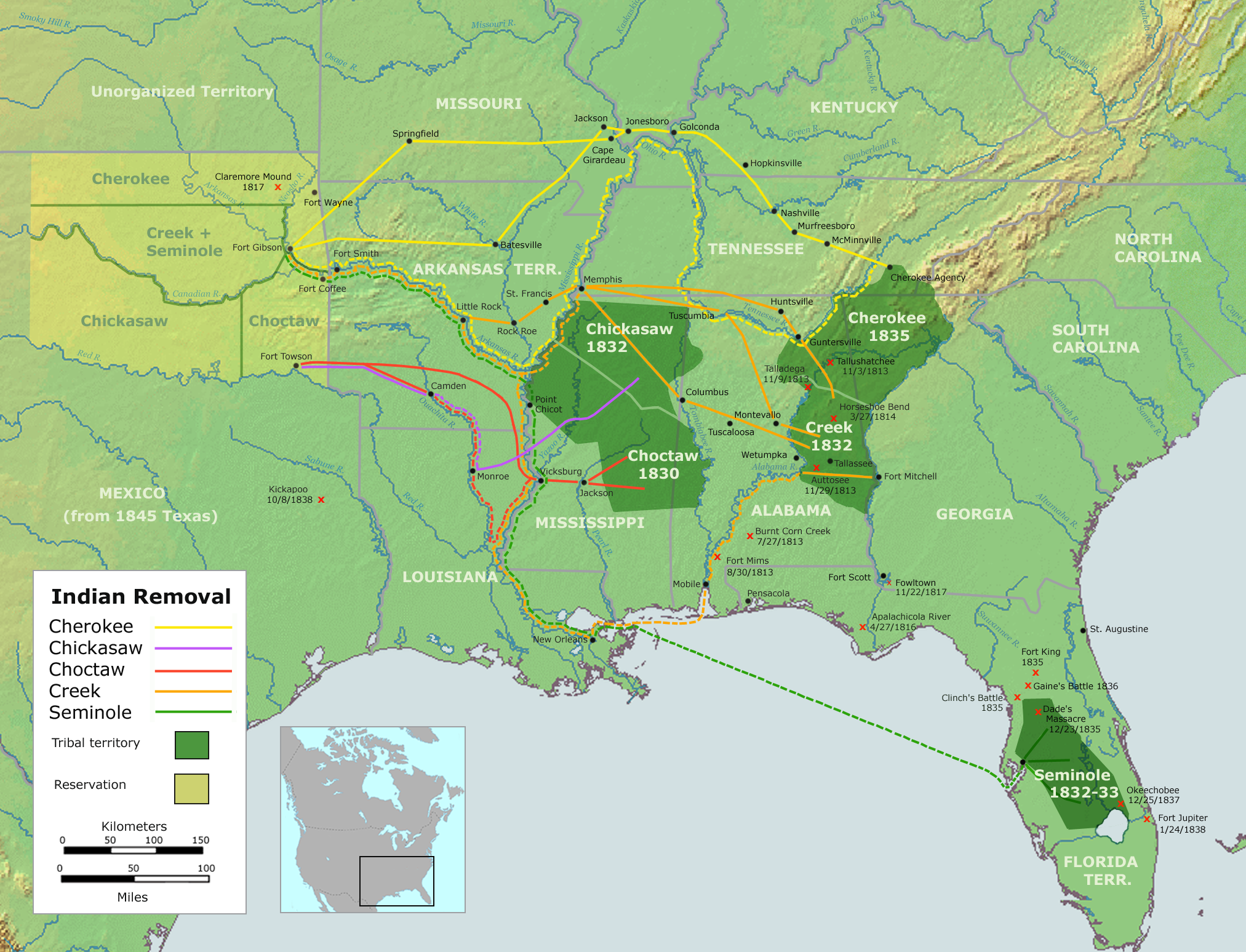
1835年にチェロキー族連合に対して行われた、オクラホマ州への強制移住「涙の道」。ジョージア州からアラバマ州にかけての部族の領土は没収され、陸軍によって大陸の徒歩横断を強制された（黄色の実線）

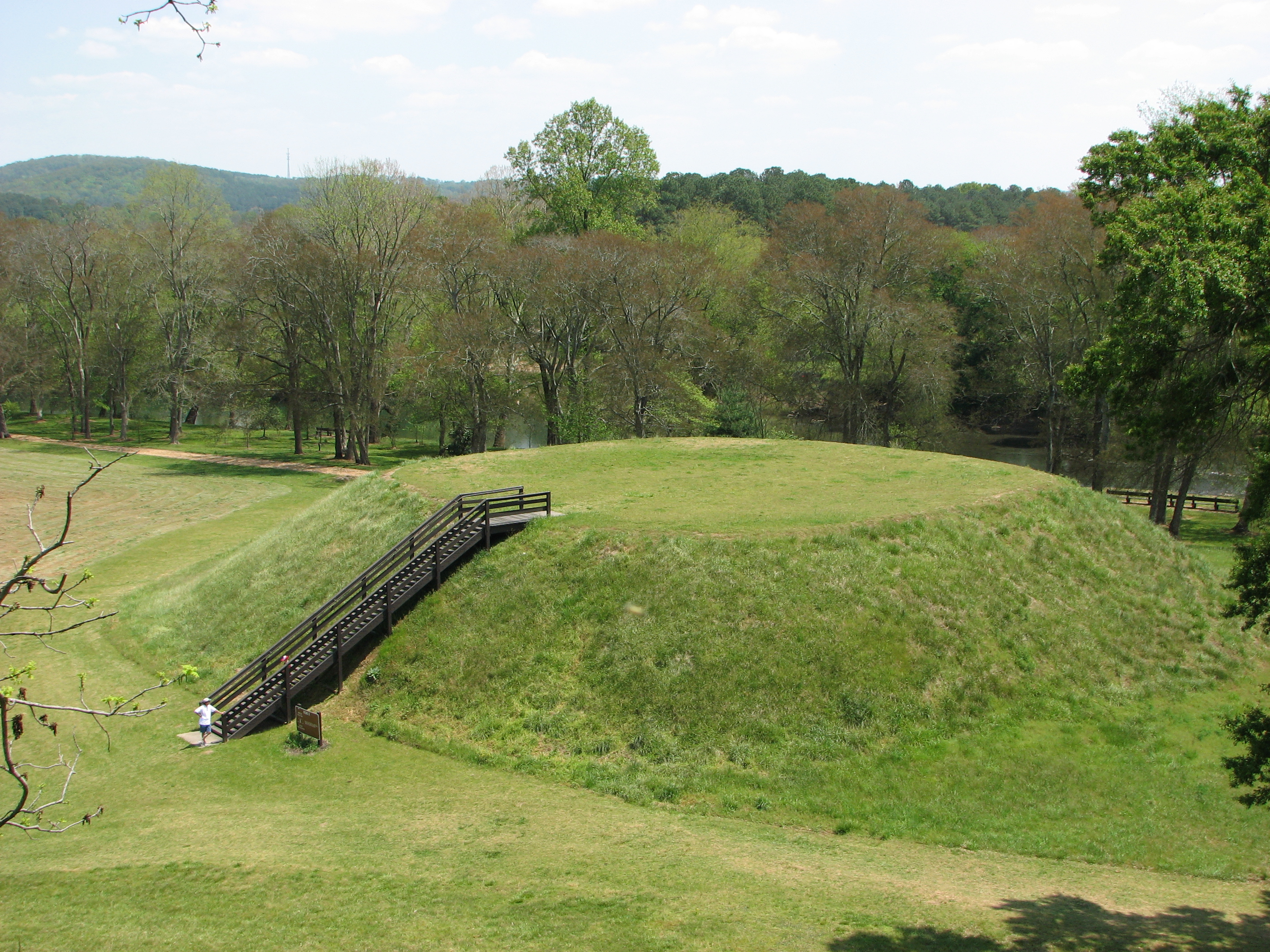
ジョージア州に残る「エトワー・インディアン土塁」

アパラチー族、アパラチコーラ族、チャトト族、チェロキー族、チアハ族、チカソー族、クリーク族、ヒッチチ族、カシータ族、オコニー族、オクムルギー族、オソチ族、サウォクリ族、ショーニー族、タマスリ族、ティムクワ族、ヤマシー族、ユチ族、ユフェラ族など、多数の部族が農耕生活を営んできた。
先史時代にこの地を始め、ミシシッピ川流域の東部各地でインディアン部族の文化興隆期があり、巨大な土塁が多数建設された。ジョージア州には北西部などに遺跡として残っている。
16世紀にフロリダから上陸したスペイン人のエルナンド・デ・ソトは、自らを「不死の太陽王」と名乗って軍勢を率いて南東部各地でインディアン部族を虐殺して回った。ソトが記録し残した地名は、インディアンが追い出された後の現在も同州に残されている。
多くの部族が入植白人の持ち込んだ伝染病で数を減らし、あるいは土地の争いで滅ぼされた。さらにインディアンの人種隔離を掲げたアンドリュー・ジャクソン大統領の民族浄化政策による「インディアン移住法」（1830年制定）で、1835年にこの州のインディアン部族のほとんどがオクラホマ州に強制移住させられた（涙の道）。当時の記録には「墓に入るかと見える老婆までもが重い荷物を背負わされ、歩かされた」とある。この強制移住でチェロキー族は数千人に上る途上死者を出した。
なおもこの地に残ったインディアンたちは19世紀末には「絶滅部族」指定され、保留地を没収された。公式にインディアン部族としてアメリカ連邦政府が認定する部族はなく、インディアンたちの保留地（Reservation）もない。
以下の部族は現在、先住権を巡ってアメリカ連邦政府に対し、再認定要求を行っている。
≪アメリカ連邦政府が公式認定していない部族・団体≫
- 「チェロキー族」
  - 「東チェロキー族・ケーンブレーク・バンド」
  - 「南東チェロキー族連合」

≪アメリカ連邦政府は公認していないが、ジョージア州政府が公認している部族・団体≫
- 「チェロキー族」
  - 「東チェロキー族」
  - 「チェロキー連合」
  - 「ジョージア・チェロキー族」
- 「ムスコギー族（クリーク族）」
  - 「南ムスコギー族」

### チェロキー国家対ジョージア州法廷戦
19世紀初頭、アメリカ連邦政府は同州のチェロキー族と結んだ条約のなかで、彼らに近代化に取り組むよう強制し、チェロキー族もこれに応えた。チェロキー族は読み書きの習得から始めて部族政府や部族法廷まで設立し、近代国家としての社会整備を進め、同州で「文明開化部族」と呼ばれるまでになっていった。しかし、州の中にもう一つ政府が存在するような状況は、入植を進めるジョージア州政府にとって承服できないものだった。さらに州下で金鉱が発見されたことで、チェロキー族の領土の剥奪は至急の課題となった。
1828年12月20日、ジョージア州はチェロキー族を同州から追い出すために、彼らの国家主権を剥奪し、保留地を没収し、年金の支給を打ち切るという法案を可決した。同地のチェロキー族の先駆者であり、実力者のグウィスグウィ（ジョン・ロス）大酋長は、これに対して、ジョージア州の法案の無効確認を求めて大統領アンドリュー・ジャクソンに直訴した。ワシントン連邦政府では、白人上下院議員の数人がこれを支援した。
しかし、ジャクソン大統領はもとよりインディアンを絶滅させたがっていた人物であるので、連邦政府とチェロキー族とで結んだ条約規定に対する大統領責任を放棄し、ジョージア州の法案を支持した。さらに1830年5月に「インディアン移住法」を制定することで、チェロキー族のミシシッピー川の西側への強制移住そのものを合法化してしまった。
1830年6月、ロス酋長はこれに対し、「主権国家であるチェロキー族を滅ぼすつもりであるのか」として、ウィリアム・ワートを弁護人に立て、この問題を連邦最高裁判所に提訴した。「チェロキー国家対ジョージア州法廷戦」（Cherokee Nation v. Georgia）と呼ばれる、インディアン部族の主権を巡っての部族と合衆国の初の法廷戦に持ち込んだ。弁護人のワートは、チェロキー族と連邦政府の結んだ条約が保証している「主権国家」としての権限を盾に、州政府の法案無効を訴えた。
この訴えにジョン・マーシャル判事の下した裁定は、「チェロキー族などのインディアン国家はそもそも連邦政府の権限下にあるものであり、州政府の権限が及ぶ性格のものではない、しかしながらその主権というものもあくまで連邦の下で成り立つ範囲のものである」というものだった。
連邦最高裁判所は結果として連邦政府との条約に基づく主権を認め、1832年5月にはジョージア州の法案そのものも無効であると裁定したのであるが、ジャクソン大統領の推進する強制移住の政策までをも阻止するものではなかった。1835年、合衆国はチェロキー族のオクラホマへの強制移住を決行した。

### インディアン・カジノ
現在のところ同州に、インディアン部族が運営する「インディアン・カジノ」は一軒もない。同州のアトランタ市では現在、ビデオゲーム賭博（Video Lottery Terminal）の導入計画を進めており、「州立部族」の部族カジノ開設に影響があるかどうか注目されている。

## 主要な都市及び町
州内北中部、東大陸分水界に位置するアトランタ市が、1868年から州都である。2020年の人口は49万人を超え、州内最大である。
アトランタ都市圏はアメリカ合衆国南東部の文化と経済の中心である。2020年での人口は6,089,815人で、ジョージア州全体の人口の56.85%となっている。都市圏の大きさでは国内第9位である。

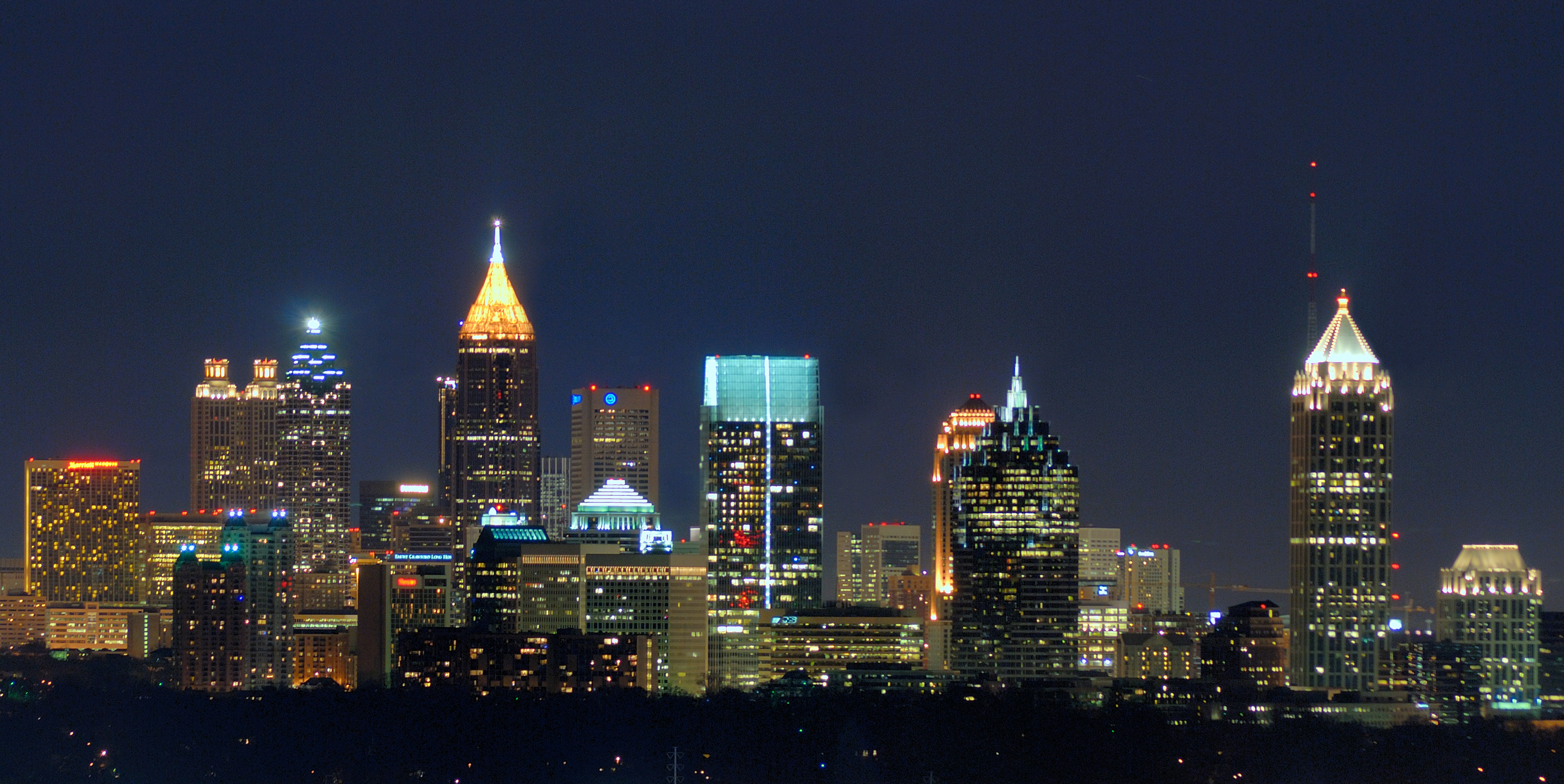
アトランタ

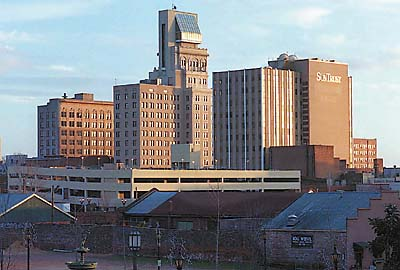
オーガスタ

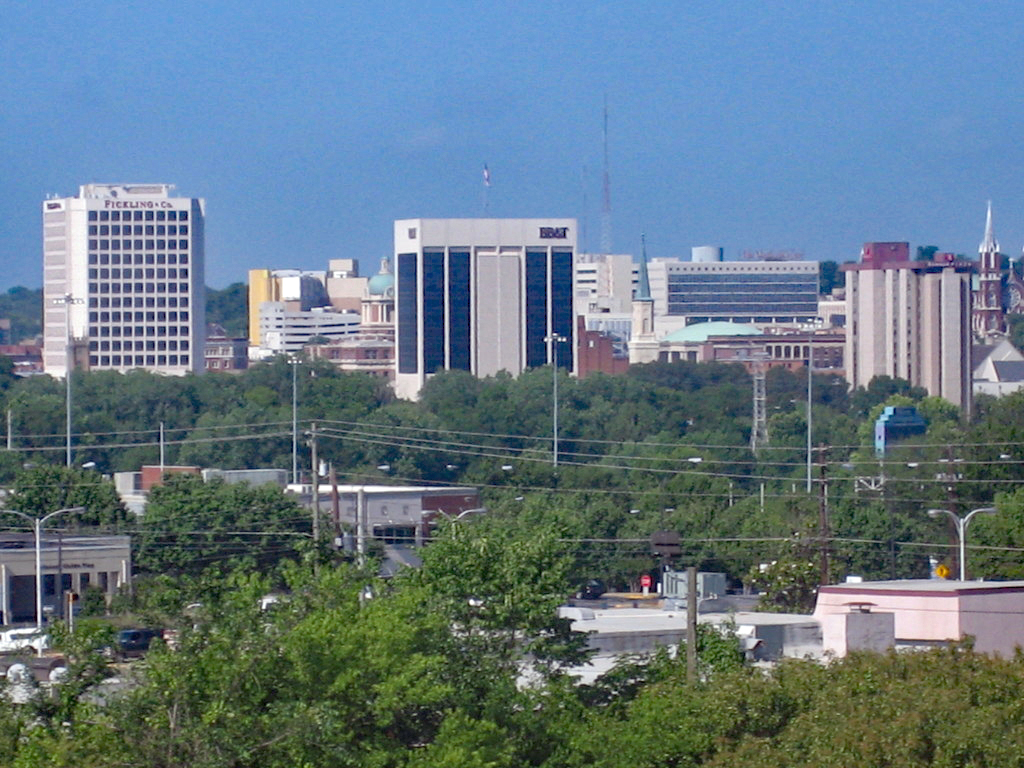
メイコン

人口10万人を超える都市はアトランタを含め8市ある。下表は2020年国勢調査の結果に基づく、人口順の10傑である。
ジョージア州は他の南東部州と同様、人口が急増しており、特に都市部で増加している。アトランタ都市圏では2000年から2010年の間に12万人、24%が増加した。都市圏順位では第11位から第9位に上がった。
| 順位 | 都市名               | 所属郡         | 人口（人） |
| ---- | -------------------- | -------------- | ---------- |
| 1    | アトランタ           | フルトン郡     | 498,715    |
| 2    | コロンバス           | マスコギー郡   | 206,922    |
| 3    | オーガスタ           | リッチモンド郡 | 202,081    |
| 4    | メイコン             | ビッブ郡       | 157,346    |
| 5    | サバンナ             | チャタム郡     | 147,780    |
| 6    | アセンズ             | クラーク郡     | 127,315    |
| 7    | サンディスプリングス | フルトン郡     | 108,080    |
| 8    | サウスフルトン       | フルトン郡     | 107,436    |
| 9    | ロズウェル           | フルトン郡     | 92,833     |
| 10   | ジョンズクリーク     | フルトン郡     | 82,453     |

- アメリカ合衆国国勢調査局はジョージア州で15の大都市圏を挙げている[38]。最大のものはアトランタ都市圏であり、国内第9位である。

人口が 10,000人を超える都市
- ワーナーロビンズ
- ローム
- ダルトン
- バルドスタ
- ブランズウィック
- ハインズビル
- ラグレンジ
- Milledgeville
- セントメアリーズ
- ステイツボロー
- ウェイクロス
- ティフトン
- トーマスビル
- ダブリン
- Americus
- Moultrie
- Calhoun
- トーマストン
- Cornelia
- ウィンダー
- Cordele
- Jesup
- ダグラス
- Cedartown
- Bainbridge
- フィッツジェラルド
- Summerville
- Fort Valley
- トコア
- Chatsworth

アトランタの重要な郊外都市
- Acworth
- アルファレッタ
- Belvedere Park
- ブラセルトン
- ブルックヘイブン
- Buford
- カントン
- キャロルトン
- Cartersville
- Chamblee
- カレッジパーク
- Conyers
- Covington
- ディケーター
- Doraville
- ダグラスビル
- Druid Hills
- ダルース
- ダンウッディ
- イーストポイント
- Fayetteville
- フォレストパーク
- ゲインズビル
- グリフィン
- ケネソー
- ローレンスビル
- Lilburn
- メイブルトン
- マリエッタ
- マクドノー
- ミルトン
- モンロー
- Mountain Park
- ニューナン
- ノースアトランタ
- North Decatur
- North Druid Hills
- Panthersville
- ピーチツリーシティ
- ピーチツリーコーナーズ
- Powder Springs
- レダン
- リバーデール
- スマーナ
- Snellville
- シュガーヒル
- ストーンクレスト
- タッカー
- ユニオンシティ
- Winder
- ウッドストック

サバナ（ジョージア州）の都市圏
- ガーデンシティ

## 政治と法律
主要記事：en:Government of Georgia (U.S. state)（英文）

### 行政府

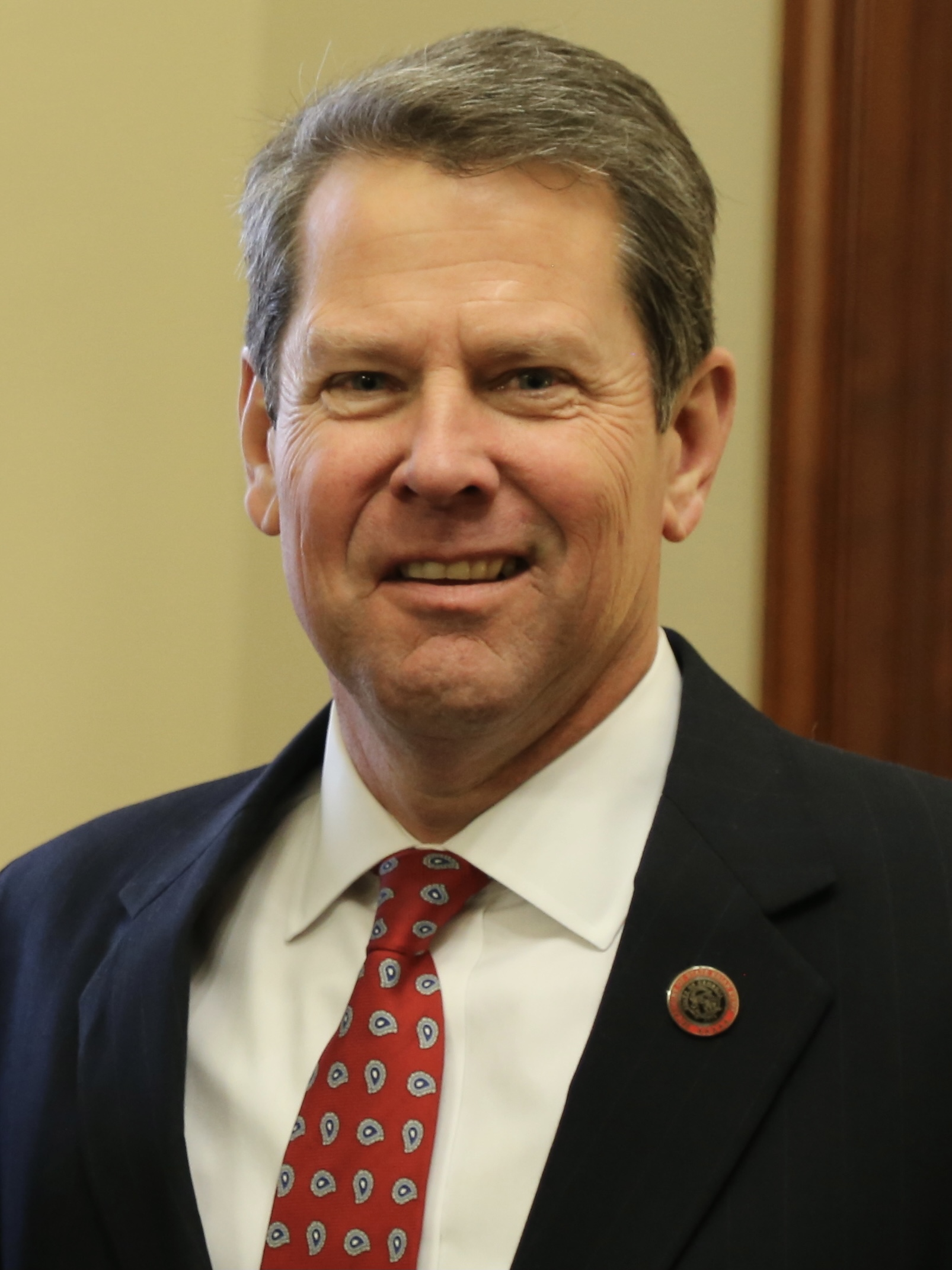
ブライアン・ケンプ

アメリカ合衆国の各州や連邦政府と同様に、ジョージア州は立法、行政、司法の3権が分立している。行政権限は州知事にあり、共和党のブライアン・ケンプである。州知事と副知事は4年毎に別々の選挙で選出される。他州と同様に知事の内閣を構成する州幹部の多くも選挙で選ばれている。

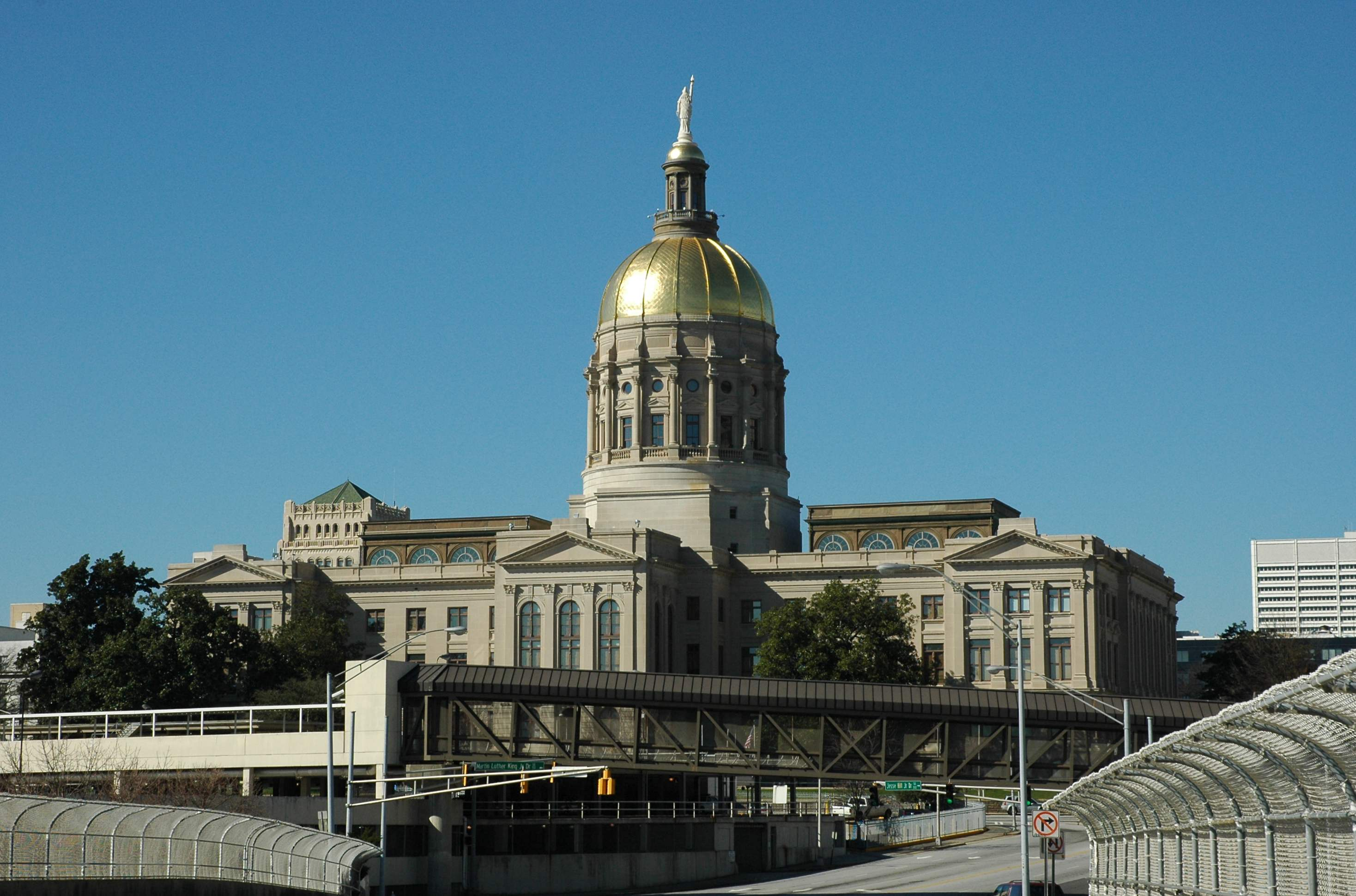
特徴ある金色のドームがあるジョージア州会議事堂、アトランタ市

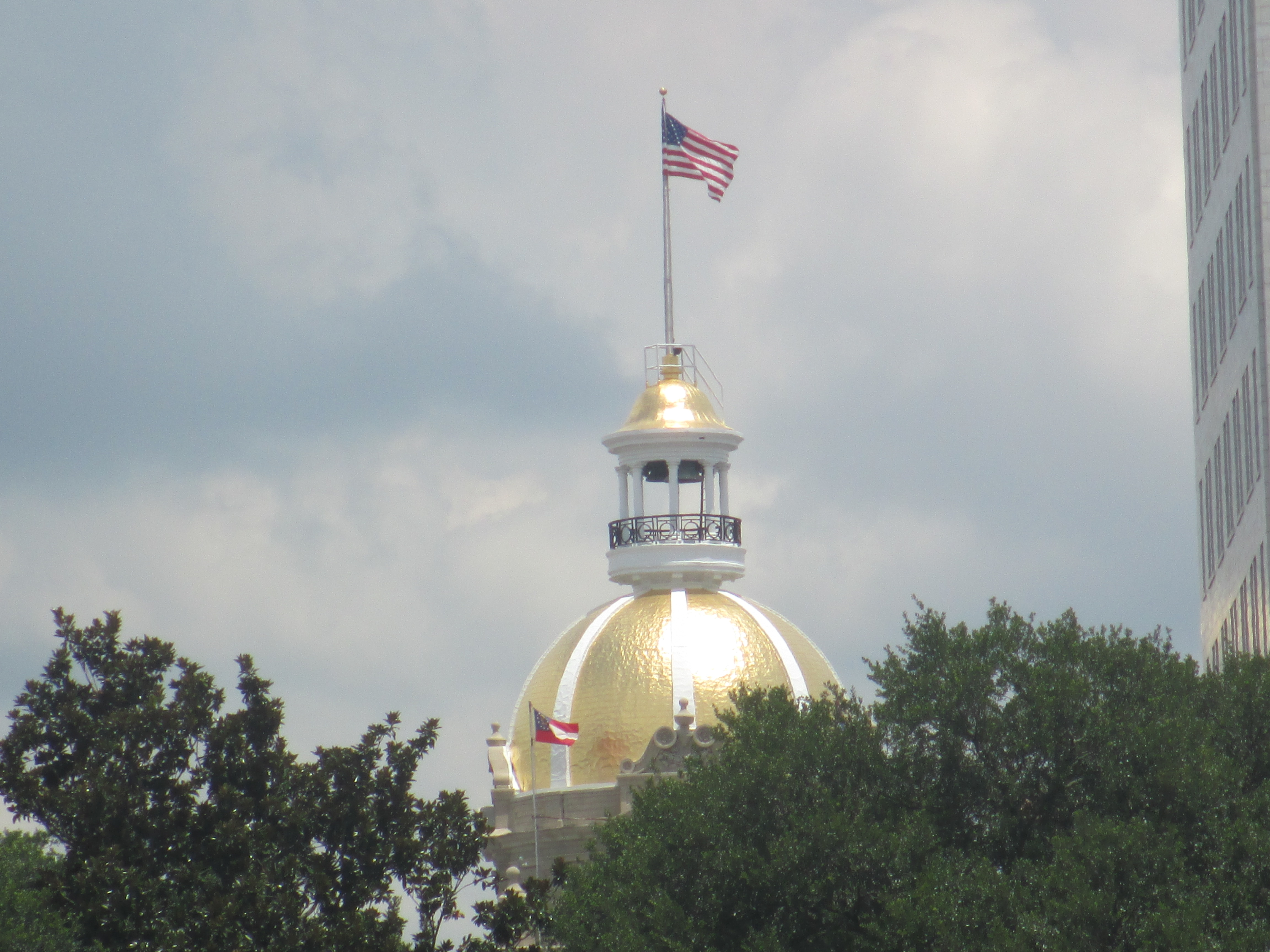
サバンナ市役所

立法権限は上院と下院で構成される州議会にある。副知事が上院の議長となるが、下院は独自に議長を選出している。州憲法によって、上院の最大議席数を56とし、小選挙区制で選ばれている。下院は最少議席数が180であり、選挙区の人口に応じて選出されるので、1つの選挙区から2人以上が選ばれる場合もある。現在の議員数は上院56人、下院180人である。任期はどちらも2年間である。議会で成立した法は、ジョージア州注釈付き公式法典に組み込まれる。
司法権限は州全体に権限があるジョージア州最高裁判所と控訴裁判所にある。更に地域的な権限に限られる、州裁判所、上級裁判所、治安判事裁判所、遺言検認裁判所がある。最高裁判所と控訴裁判所の判事は州全体の無党派選挙で選ばれ、任期は6年間である。下級裁判所の判事はその管轄する地区の選挙で選ばれ、任期は4年間である。

### 地方政府
参照：ジョージア州の郡一覧
ジョージア州には159の郡があり、この数はテキサス州の254に次いで多い。1931年までは161郡あったが、ミルトン郡とキャンベル郡がフルトン郡に吸収された。アメリカとジョージア州で著名な人物名を付けた郡もあるが、インディアン由来の郡名も多い。ジョージア州の郡は、通常郡政委員会と呼ばれる選挙で選ばれる立法府があり、通常は行政権も持っている。幾つかの郡では一人の行政官という形態にしており、この場合は立法権と行政権が単一の人に与えられている。この形態があるのはジョージア州のみである。ジョージア州憲法では、郡と都市に自治権を認めており、郡政委員会は郡内で有効な法を成立させる権限があり、これは都市の場合も同様である。
ジョージア州は地方政体を都市として認めており、法人化された町はその大きさに拘わらず法的には市である。郡区や独立市は規定していないが、郡区を規定しようという動きはある。また住民投票によって統合市郡を作ることは認めている。サバンナ市を除き、第2列にある都市、すなわちコロンバス市、アセンズ市、オーガスタ市、メイコン市は、住民投票で統合市郡を形成している。オーガスタ市とアセンズ市は郡域に入る小さな法人化町1つ以上を除外した。メイコン市は小さな未編入町1つを除外した。コロンバス市は全ての法人化町を吸収した。カセッタという小さな町も2003年に統合市郡を採用した。
ジョージア州には真の大都市圏政府は無い。ただし。アトランタ地域委員会とジョージア州地域交通公社が都市圏に幾らかのサービスを提供しており、地域委員会は大都市圏における主要土地開発プロジェクトを承認する必要がある。

### 選挙
主要記事：en:Political party strength in Georgia (U.S. state)（英文）
| 年                                                           | 共和党           | 民主党           |
| ------------------------------------------------------------ | ---------------- | ---------------- |
| 2012年                                                       | 53.40% 2,070,221 | 45.44% 1,761,751 |
| 2008年                                                       | 52.20% 2,048,744 | 47.00% 1,844,137 |
| 2004年                                                       | 57.97% 1,914,254 | 41.37% 1,366,149 |
| 2000年                                                       | 54.67% 1,419,720 | 42.98% 1,116,230 |
| 1996年                                                       | 47.01% 1,080,843 | 45.84% 1,053,849 |
| 1992年                                                       | 42.88% 995,252   | 43.47% 1,008,966 |
| 1988年                                                       | 59.75% 1,081,331 | 39.50% 714,792   |
| 1984年                                                       | 60.17% 1,068,722 | 39.79% 706,628   |
| 1980年                                                       | 40.95% 654,168   | 55.76% 890,733   |
| 1976年                                                       | 32.96% 483,743   | 66.74% 979,409   |
| 1972年                                                       | 75.04% 881,496   | 24.65% 289,529   |
| 1968年*                                                      | 30.40% 380,111   | 26.75% 334,440   |
| 1964年                                                       | 54.12% 616,584   | 41.15% 522,557   |
| 1960年                                                       | 37.43% 274,472   | 62.54% 458,638   |
| 1956年                                                       | 32.65% 216,652   | 66.48% 441,094   |
| 1952年                                                       | 30.34% 198,979   | 69.66% 456,823   |
| 1948年                                                       | 18.31% 76,691    | 60.81% 254,646   |
| 1944年                                                       | 18.25% 59,880    | 81.74% 268,187   |
| 1940年                                                       | 14.83% 46,360    | 84.85% 265,194   |
| 1936年                                                       | 12.60% 36,942    | 87.10% 255,364   |
| 1932年                                                       | 7.77% 19,863     | 91.60% 234,118   |
| *アメリカ独立党のジョージ・ウォレスが第1位 42.83%、535,550票 |                  |                  |

ジョージア州は近年まで民主党が単独で支配を続け、国内でも最長記録を作っていた。
レコンストラクション以降、白人民主党が権力を回復し、有権者登録という選挙の障壁を設けることで黒人の大半と多くの白人貧困層から選挙権を取り上げた。1900年、州人口に占める黒人の比率は47%だった。その後の1908年にジョージア州は選挙権を取り上げるための州憲法修正を行った。「クリーン」な選挙権は進歩主義者によって選挙改革に結びつけられた。結果、白人民主党の一党支配が確立された。
1872年から2003年までの130年間は、ジョージア州民は白人の民主党員のみを州知事に選び、同様に白人民主党員が州議会の過半数を制してきた。この期間に選ばれた民主党員の大半は南部民主党すなわちディキシークラットであり、全国の水準からみれば財政的にも社会的にも保守派だった。この投票傾向は、1960年代に裁判所の命令により人種差別政策が終わった後もしばらくの間続いた。1960年国勢調査ではアフリカ系アメリカ人の人口比率が28%にまで減少していた。ジョージア州ではアフリカ系アメリカ人やその他少数民族の有権者が民主党を支持している。
しかし、民主党の一党支配は2003年に終止符が打たれる。前年の州知事選挙で、当時現職のロイ・バーンズ州知事が州議会議員で民主党から共和党に鞍替えしたソニー・パーデューに敗北。州知事選挙と同時に実施された州議会選挙では、民主党は州議会下院の多数派をかろうじて維持したものの、上院では4人が共和党に鞍替えしたために少数派に転落した。2004年の選挙では下院多数派も失った。現在は共和党が知事と上下両院を制している。
一方の大統領選挙では、州内の民主党一党支配状態が崩壊した2003年以前から、共和党候補を支持するようになっていた。1960年以降の大統領選挙で民主党候補を支持したのは、1976年と1980年にジョージア州出身のジミー・カーターが出馬したとき、1992年に元アーカンソー州知事のビル・クリントンが出馬したとき、2020年に前副大統領のジョー・バイデンが出馬したときの僅か4回だけだった。概して共和党は白人の多い郊外部（特にアトランタ市郊外）と田園部では強かった。ただ、これらの地域の多くでは21世紀に入っても州議会レベルでは保守的な民主党員が選ばれていた。最も保守的だった1人が、ジョン・バーチ協会の元会長でアメリカ合衆国下院議員ラリー・マクドナルドだった。民主党候補者は黒人有権者の多い地域や都市部（特にアトランタ市とアセンズ市）、また州中央から南西部を通るブラックベルト地域では高率で当選する傾向にある。
ジョージア州を含む南部地域で共和党が優勢になったことを反映して、1994年には共和党がアメリカ合衆国下院で多数党となり、ジョージア州選出議員のニュート・ギングリッチが下院議長になった。ギングリッチは1999年まで議長を務めたが、この年に共和党が議席を減らしたことで引責辞任した。ちなみにギングリッチは、2012年の大統領選挙にも出馬したが、サウスカロライナ州とジョージア州の予備選挙を制した以外は振るわず撤退した。
2023年時点で、ジョージア州は連邦議会下院の議席を14議席割り当てられており、9人が共和党、5人が民主党である。

### 政治
1960年代から1970年代、ジョージア州では公民権、政権、アトランタ市を中心とする経済成長で大きな変化があった。勃興する「新南部」の温床だった。
21世紀、元アメリカ合衆国上院議員と州知事を務めたゼル・ミラーなど保守派民主党員の多くが共和党を支持する決断をした。州の社会的に保守派の傾向は、妊娠中絶の制限などで広く支持されることになった。同性結婚を禁じる法案は76%の賛成を得た。
2009年4月1日、上院決議632号は賛成43票対反対1票で成立した。その決議は次の通りである。
アメリカ合衆国議会の如何なる法、アメリカ合衆国大統領の執行命令、アメリカ合衆国司法府の司法命令も、アメリカ合衆国憲法で政府に権限が与えられておらず、如何なる州あるいは国民の自由を減らすようなものは、アメリカ合衆国政府によるアメリカ合衆国憲法の無効化と考える。
4月16日、「アトランタ・ジャーナル・コンスティチューション」のジェイ・ブックマンは、「これは南北戦争を始めたサムター要塞砲撃とは全く異なる。しかし4月1日にジョージア州上院は43対1の評決で、アメリカ合衆国からの脱退あるいはその解体の脅しを掛けた」と記した。

## 経済

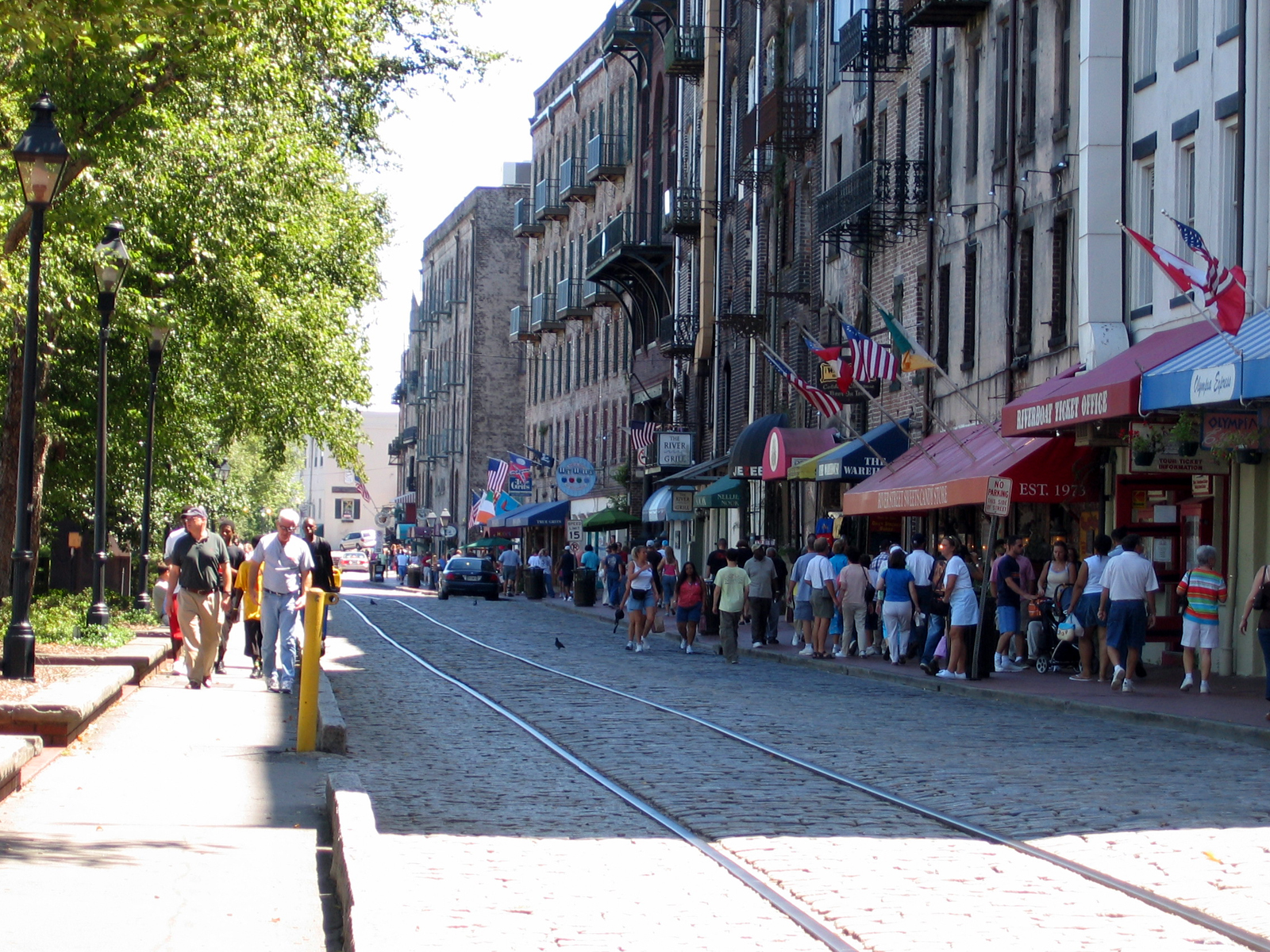
サバンナのリバーストリートはジョージア州沿岸を訪れる観光客の間で人気のある場所である。

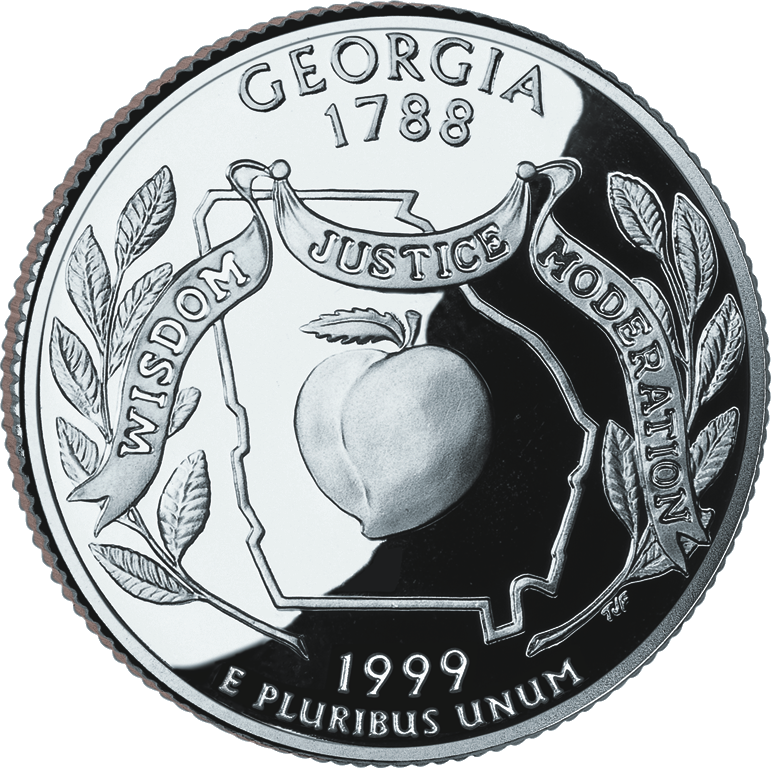
ジョージア州の4分の1ドル硬貨

ジョージア州の2022年州内総生産（Gross state product）は7,556億米ドルで、全米で第8位だった。2022年の一人当たり所得は57,129米ドルと合衆国内で37番目であった。ジョージア州が独立した国であれば、世界第28位の経済大国である(2006年）。
フォーチュン500に挙げられた会社では19社、フォーチュン1000に挙げられた会社では34社がジョージア州に本社を置いており、その中にはザ・ホーム・デポ、UPS、コカ・コーラ、デルタ航空、アフラック、サザンカンパニー、サントラスト銀行が入っている。州内には43の国を代表する1,700以上の国際本社があり、112,000人以上を雇用し、総投資額は227億米ドルと推計されている。
アトランタ市はジョージア州及び米国南東部の経済的中心となっている。通信、製造、運輸、観光、および官庁の分野で成長を続けている。不動産、サービス分野でも成長している。
観光は州経済に重要な貢献を果たしている。

### 農業
州内中部と南部に広がった農場でピーナッツ、トウモロコシ、大豆を生産している。ペカンでは世界一の生産量を誇り、南西部のオルバニー周辺地域がペカン生産の中心である。北東部のゲインズビルは世界の鶏肉首都を標榜している。
ジョージア州の農業産品はモモ、家禽、鶏卵、ペカン、綿花、ラッカセイ、ライムギ、牛、ブタ、乳製品、芝、松などの木材、タバコ、並びに野菜である。特にモモは州内で最もよく作られており、ジョージア州はモモの産地として有名である。州の中央部にあるピーチ郡は、モモ（ピーチ）にちなんで名づけられている。

### 鉱業
主要鉱業産品は様々な粘土、岩石、砂であり、アタパルジャイトと呼ばれる粘土パリゴルスカイトがある。
ジョージア州は世界のみかげ石の中心的産地である（Elberton）。

### 製造業
製造業は多様である。繊維産業はローム、コロンバス、オーガスタ、メイコン各市や、アトランタとチャタヌーガの間の州間高速道路75号線沿いにあるチャーターズビル、カルフーン、リングゴールド、ダルトンなどの町で盛んである。2009年11月、起亜自動車がウェストポイントで同社初のアメリカ工場での生産を始めた。
工業生産品は織物及び衣類、輸送機器、紙巻きタバコ、加工食品、紙製品、化学製品、電気機器である。

### 軍事基地
ジョージア州は国内でも軍事施設の多い州である。フォートスチュアート、ハンター陸軍飛行場、キングス湾海軍潜水艦基地、フォートベニング、ムーディ空軍基地、ロビンス空軍基地、アトランタ海軍航空基地、フォートマクファーソン、フォートギレム、フォートゴードン、オルバニー海兵兵站基地、ドビンス空軍予備役基地、サバンナ沿岸警備隊航空基地、ブランズウィック沿岸警備隊基地がある。しかし、近年の基地再編成によってフォートギレムとフォートマクファーソンが閉鎖される予定であり、またアトランタ海軍航空基地はジョージア州軍に移管されることになっている。

### エネルギー利用と生産
州内の発電量と消費量は国内でも高い方であり、石炭が主要燃料になっている。しかし、原子力発電所も2基あり、州内総発電量の4分の1弱を賄っている。統計では石炭75%、原子力16%、石油と天然ガス7%、水力など1%となっている。州内にエネルギー多消費型の木材・製紙産業が多いので、エネルギー消費量も多い。

### 州税
所得税は1%から6%まで6段階の累進課税方式を採っている。2009年、州税、地方税合わせた所得税は9.1%であり、国内平均の9.8%よりは低かった。この負担率は国内第25位である。消費税は6.875%だが、処方箋薬品、特定の医療機器、家庭用の食料については無税である。
ジョージア州議会は、2%の特殊目的地方選択税やアトランタ・マルタ用の消費税1%など自治体が特別の消費税など地方税を課すことを認めている。アルコール、タバコ、自動車用燃料については物品税が課される。不動産の所有者は郡にたいして資産税を支払う。税金はすべてジョージア州歳入省が徴収し、各郡が都市との間に結んだ協定に従って配分される。

### 映画産業
ジョージア州映画・音楽・デジタルエンタテインメント事務所が州内の映画産業を促進している。1972年から700本の映画とテレビ番組が州内で撮影された。2008年から2009年にかけて、州経済に11億5千万米ドルの効果を上げた。ジョージア州は2016年、カリフォルニア州を抜いて、全米で最も多くの長編映画が製作された州となり、興行収入上位100本のうち17本がジョージア州で撮影されたものであった。映画製作誘致により、2017年度には、95億ドルの経済効果がもたらされた。

### 観光業
アトランタ地域では、アトランタ動物園やストーン・マウンテンが重要な観光地になっている。ストーンマウンテンには年間数百万人の観光客が訪れている。ジョージア水族館もアトランタ市にある。
州西部のキャラウェイ庭園は家族向けのリゾートである。またゴルフの人気も高い。
サバンナ歴史地区には年間1,100万人以上が訪れている。
ゴールデンアイルズはブランズウィックに近い大西洋岸のバリア諸島であり、海浜、ゴルフ場があり、カンバーランド島国立海岸(en)もある。
著名なアメリカ指導者の人生と経歴を顕彰する場所もある。ウォームスプリングスのリトルホワイトハウスは、フランクリン・ルーズベルト大統領がポリオの治療を受けていた時の夏の住まいだった。プレーンズはジミー・カーター大統領の故郷であり、アトランタにはカーター大統領センターがある。アトランタ市にあるマーティン・ルーサー・キング・ジュニア国立歴史史跡にはマーティン・ルーサー・キング・ジュニアとコレッタ・スコット・キングが埋葬されている。アトランタのエベネザー・バプテスト教会はキングが説教を行った所である。

## 教育

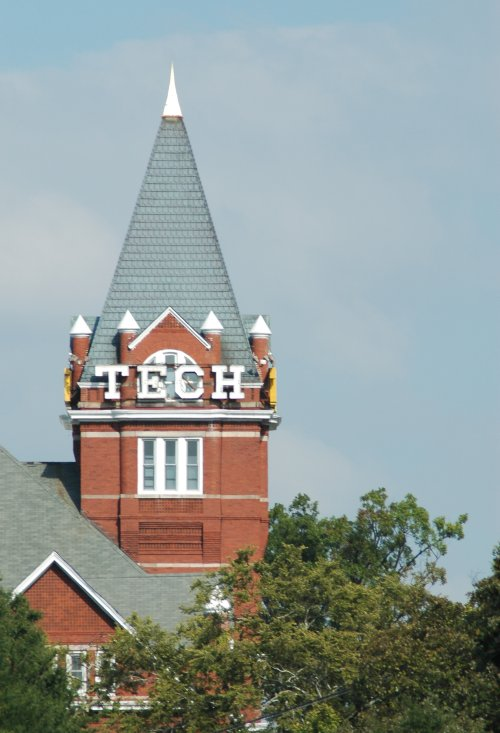
ジョージア工科大学のテック・タワー

ジョージア州の高校（9年生-12年生）は標準化多選択学科最終試験、すなわちEOCTを、代数学、地理学、歴史学、経済学、生物学、物理学、第9段階読み書きと作文、およびアメリカ文学の中核となる8教科で管理することを求められている。この試験の公式目的は、「具体的な知識と技能」を評価することである。学科毎の合格点は明示されていないが、試験を受けることが必須である。EOCTの成績は生徒の学年成績の15%に加味される。1年生から8年生には到達度評価試験が行われる。
高校生は卒業資格を得るためにジョージア高校卒業試験とジョージア高校書き方評価試験で合格点を取る必要がある。科目は数学、科学、言語学、社会研究である。この試験はまず8年生の年から行われ、12年生の終わりに卒業するまでに何度も合格する機会がある。
州内の高等教育機関は70の公立カレッジ、大学、工科カレッジと45の私立大学がある。公立の旗艦大学は研究型のジョージア大学であり、国内最古の公立大学である。ジョージア大学システムは州の公共教育を監督する団体である。このシステムには35の教育機関が属している。このシステムをさらにジョージア州リージェント委員会が管理している。
ジョージア州宝くじが資金を出すホープ奨学金を、高校卒業者あるいは一般教育開発認定証受領者が受けることができる。学生は平均スコア3.2以上が要求され、公立のカレッジまたは大学に進学できる。

### カレッジ及び大学
- en:Agnes Scott College
- en:American Intercontinental University 
  - in Dunwoody 
  - in en:Buckhead (Atlanta)
- en:Art Institute of Atlanta アトランタ市内
- en:Atlanta College of Art アトランタ市内
- en:Berry College Mount Berry
- en:Brenau University in Gainesville
- en:Brewton-Parker College in Mount Vernon
- en:Clark Atlanta University アトランタ市内
- en:Covenant College† in ルックアウトマウンテン
- Emmanuel College† フランクリンスプリングス市内
- エモリー大学en:Emory University アトランタ市内
- en:Institute of Paper Science and Technology アトランタ市内
- en:LaGrange College in LaGrange
- en:Life University in Marietta
- マーサー大学en:Mercer University メイコン及びアトランタ市内
- モアハウス大学en:Morehouse College アトランタ市内
- en:Morris Brown College アトランタ市内
- en:Oglethorpe University アトランタ市内
- en:Paine College オーガスタ市内
- en:Piedmont College デモレスト及びアセンズ市内
- en:Point University† ウェストポイント
- ラインハルト大学† in Waleska
- en:Savannah College of Art and Design サバナ市内
- en:Shorter College ローマ市内
- en:South University サバンナ市内（及び他の州内に）
- en:Spelman College アトランタ市内
- en:Thomas University トーマスビル市内
- en:Toccoa Falls College† トコアフォールズ市内
- en:Wesleyan College メイコン市内
- en:Young Harris College ヤングハリス市内

en:University System of Georgia 
- en:Albany State University オールバニー市内
- アームストロング州立大学en:Armstrong State University サバンナ市内
- en:Augusta State University オーガスタ市内
- en:Clayton State University in Morrow
- en:Columbus State University コロンバス市内
- en:Dalton State College ダルトン市内
- en:Darton College オールバニー市内
- en:Fort Valley State University in Fort Valley
- en:Floyd College ローマ市内
- en:Georgia College and State University in Milledgeville
- ジョージア工科大学、または ジョージアテック、アトランタ市内
- en:Georgia Southern University ステイツボロー市内
- ジョージア・サウスウェスタン州立大学en:Georgia Southwestern State University in Americus
- en:Georgia State University アトランタ市内
- en:Kennesaw State University in Kennesaw
- en:Macon State College マコン市内
- en:Medical College of Georgia オーガスタ市内
- en:Middle Georgia College in Cochran 及びダブリン市内
- en:North Georgia College and State University in Dahlonega
- en:Savannah State University サバンナ市内
- en:Southern Polytechnic State University in Marietta
- en:University of West Georgia in Carrollton
- ジョージア大学 アセンズ市内
- en:Valdosta State University in バルドスタ市内
- （不完全なリスト、総計34、+テック・カレッジ）

## 文化

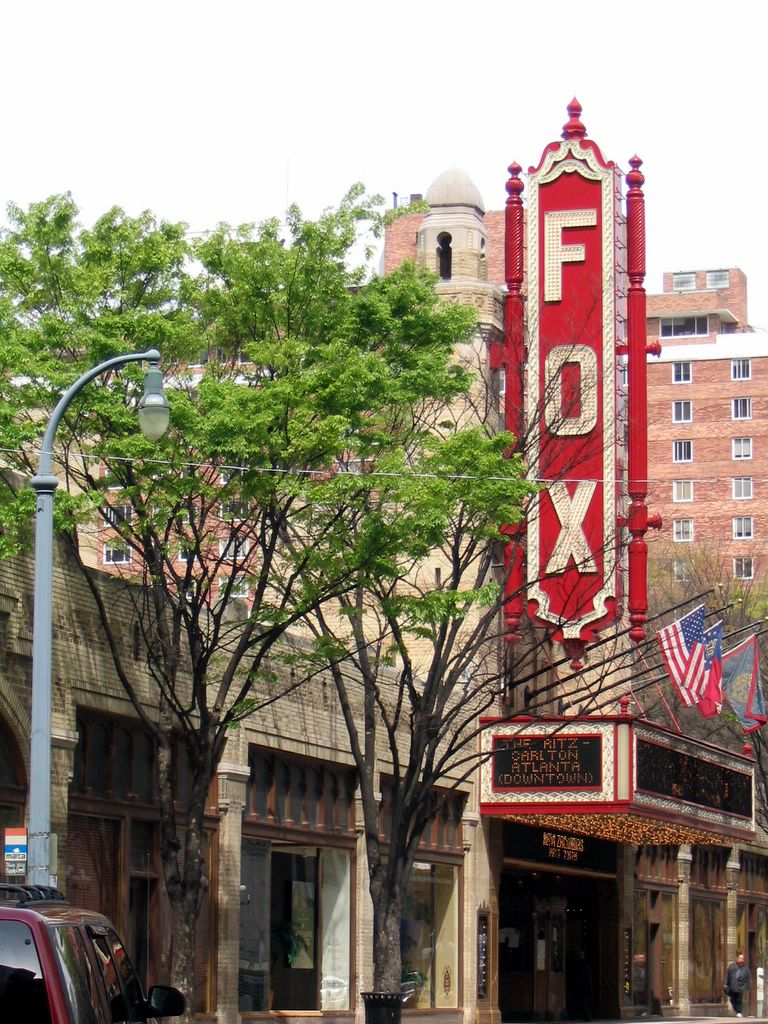
フォックス劇場、元は映画館、アトランタ市ミッドタウンにある公演会場であり、フォックス劇場歴史地区の中心である

### 美術と芸能
州内の主要美術館にはハイ美術館とマイケル・C・カルロス博物館があり、どちらもアトランタ市にある。サバンナ市にはテルフェア美術館、オーガスタ市にはモリス美術館がある。
アトランタ・オペラがオペラの公演をしている。アトランタ交響楽団はアメリカ合衆国南部で広く認められたオーケストラであり、最大の組織である。
州内には多くの公演会場があり、その中でも大きなものはフォックス劇場、ウッドラフ・アーツセンターアライアンス劇場があり、どちらもアトランタ市ピーチツリー通りにある。

### 文学
州内の豊富な歴史と南北戦争後の雰囲気が多くの文学作品を生んできた。例えば、マーガレット・ミッチェルの『風と共に去りぬ』、オリーブ・アン・バーンズの『Cold Sassy Tree』、アリス・ウォーカーの『カラーパープル』がある。
多くの著作家、詩人、戯曲家が州内で暮らした。ジェイムズ・ディッキー、フラナリー・オコナー、シドニー・ラニア、ルイス・ギザードなどである。

### 音楽
様々なジャンルの音楽家が育った。レイ・チャールズのヒット曲「我が心のジョージア」（ホーギー・カーマイケル作曲）は州の公式歌になっている。また、同曲はグレート・アメリカン・ソング・ブックにも掲載されている。ヴィッキー・ローレンスの「ジョージアの灯は消えて（The Night the Lights Went Out in Georgia）」（1972年）とグラディス・ナイト&ザ・ピップスの「夜汽車よ! ジョージアへ（Midnight Train to Georgia）」（1973年）がそれぞれビルボード全米1位を記録している。
オーティス・レディング、ボハノン、デイヴ・プレーター、ドリス・デューク、ロバート・クレイ、カントリー歌手のトラヴィス・トリット、ビリー・ジョー・ロイヤル、ジェリー・リードらは、ジョージア州出身である。ロックグループにはアトランタ・リズム・セクション、ブラック・クロウズ、オールマン・ブラザーズ・バンド、ザック・ブラウン・バンドがある。大学都市のアセンズ市は1980年代と1990年代のロックミュージックに影響を与えた。R.E.M. や B-52'sが光彩を放った。

### テレビ
アトランタで良く知られたテレビ番組は、下記が挙げられる。
- House of Payne （タイラー・ペリースタジオ）
- Tyler Perry's Meet the Browns （タイラー・ペリースタジオ）
- The Real Housewives of Atlanta （タイラー・ペリースタジオ）
- Designing Women （CBSのホームコメディ）
- ウォーキング・デッド （AMCの連続もの）
- 私はラブ・リーガル （ライフタイム）
- Rectify （HGTVオリジナルの作品群）
- 爆発!デューク （州内の架空のハザード郡を舞台にしていた）

### 映画
ジョージア州を舞台にした映画がアカデミー作品賞を受賞した。1939年の『風と共に去りぬ』、1989年の『ドライビング Miss デイジー』である。その他、1972年の『脱出』はジェイムズ・ディッキーの同名小説を元にしていた。

## スポーツ
ジョージア州のスポーツには、主要スポーツのプロチーム、オリンピック参加者とメダリスト、大学スポーツ、アマチュアチームなどがある。メジャーリーグベースボール、NFL、NBA、メジャーリーグサッカー、ABA、アリーナフットボールリーグ、インターナショナルリーグおよびECHLとメジャーだけでも8チームある。
プロ野球選手のタイ・カッブは、野球殿堂入りを果たした最初の選手になった。ナローズの出身であり、「ジョージア・ピーチ」のニックネームがあった。このニックネームは、州内の特産物であり象徴的な果実であったモモ（ピーチ）に由来しており、「ジョージア州の魂（象徴）」を持った闘志あふれる選手、のような意味合いがあった。
マスターズ・トーナメントはゴルフの4大大会であるメジャー選手権のひとつであり、毎年4月第2週の週末にオーガスタのオーガスタ・ナショナル・ゴルフクラブで開催されている。
1996年アトランタオリンピックはアトランタで開催された。様々な行事が開催されたスタジアムは、アトランタ・ブレーブスの本拠地ターナー・フィールドに転換された。
アトランタのジョージア・ドームでは1994年と2000年の2度スーパーボウルが開催された。2011年に開催されたWWEのレッスルマニアXXVIIは入場者記録の71,617人を記録した。このドームでは毎年ポストシーズンの大学フットボールゲームである「チック・フィル・ア・ボウル」が開催されている。2004年からは「FIRST」の世界選手権が開催されている
2013年にはNCAAの男子バスケットボール選手権も開催される。2002年と2007年にも開催してきた。

### スポーツチーム
- アトランタ・ブレーブス, MLB
- アトランタ・ファルコンズ, NFL
- アトランタ・ユナイテッドFC、MLS
- アトランタ・ホークス, 全米プロバスケットボール協会 NBA
- アトランタ・スラッシャーズ, NHL、ウィニペグ・ジェッツに改名
- ジョージア・フォース, アリーナフットボールリーグ (ダルース)
- ラグビーATL、MLR
- マイナーリーグ
  - オーガスタ・グリーンジャケッツ
  - コロンバス・キャットフィッシュ
  - en:Rome Braves
  - en:Savannah Sand Gnats
- Minor League hockey teams
  - オーガスタ・リンクス
  - コロンバス・コットンマウスズ
  - en:Gwinnett Gladiators
  - en:Macon Trax
- Minor League basketball teams
  - en:Gwinnett Gwizzlies
  - コロンバス・リバードラゴンズ
  - en:Reigning Knights of Georgia

## 公園とレクリエーション
州内には63の公園がありそのうち48は州立公園、15は歴史史跡であり、またジョージア州自然資源省が監督する多くの州立野生生物保護区もある。その他の歴史史跡と公園はアメリカ合衆国国立公園局が管理しており、アンダーソンビルのアンダーソンビル国立歴史史跡、アパラチア国立歴史道、アトランタ市に近いチャタフーチー川国立レクリエーション地域、フォートオグルソープのチカマウガとチャタヌーガ国立軍事公園、セントメアリーズ近くのカンバーランド島国立海岸、セントシモンズ島のフォートフレデリカ国立保護区、サバンナ市のフォートプラスキ国立保護区、プレーンズ近くのジミー・カーター国立歴史史跡、ケネソー近くのケネソー山国立戦場跡公園、アトランタのマーティン・ルーサー・キング・ジュニア国立歴史史跡、メイコン市のオクマルギー国立保護区、涙の道国立歴史道、ウェイクロスのオキフェノキー湿原が含まれる。
アウトドア・レクリエーションではアパラチアン・トレイルのハイキング、南北戦争遺産トレイル、ロッククライミングと急流下りがある。他に狩猟や釣りもある。

## メディア

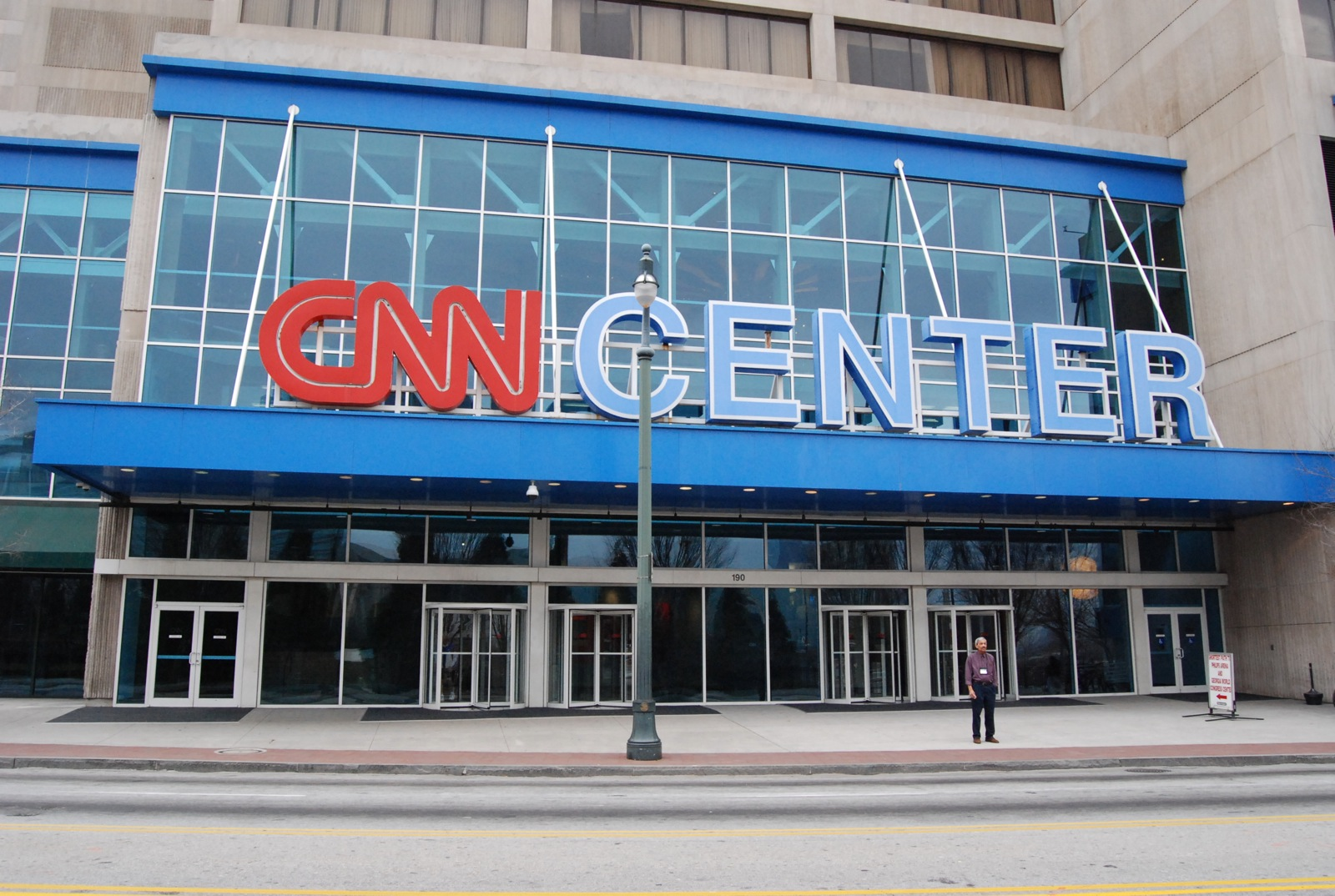
アトランタ市のCNNセンター

ニールセン・メディア・リサーチに拠れば、アトランタ大都市圏は国内第9位のメディア市場である。州内には他にサバンナ（第95位）、オーガスト（第115位）、コロンバス（第127位）がある。
ジョージア州にはTBS、TNT、TCM、カートゥーン ネットワーク、CNN、ヘッドライン・ニューズ、など48のテレビ局がある。これらの多くをジョージア州民のテッド・ターナーが設立した。
最大の日刊紙は「アトランタ・ジャーナル・コンスティチューション」であり、日刊の購読数は195,592 部、日曜版の購読数は397,925 部である。その他、「オーガスタ・クロニクル」、「コロンバス・レッジャー・エンクワイアー」、「ザ・テレグラフ」（元「ザ・メイコン・テレグラフ」、「サバンナ・モーニングニューズ」の各紙がある。
アトランタ市のAMラジオ局"WSB-AM"は1922年に放送を始め、アメリカ合衆国南東部で初めて免許を得たラジオ局である。ジョージア公共ラジオは1984年から放送を始めた。アトランタ市には"WABE"が放送を流しており、それ以外の州内全体をカバーしている。
アトランタ市のテレビ局"WSB-TV"は1948年に放送を始めており、州内最古のテレビ局である。南部でも2番目の局であり、1番はバージニア州リッチモンドの局である。

## インフラ

### 交通

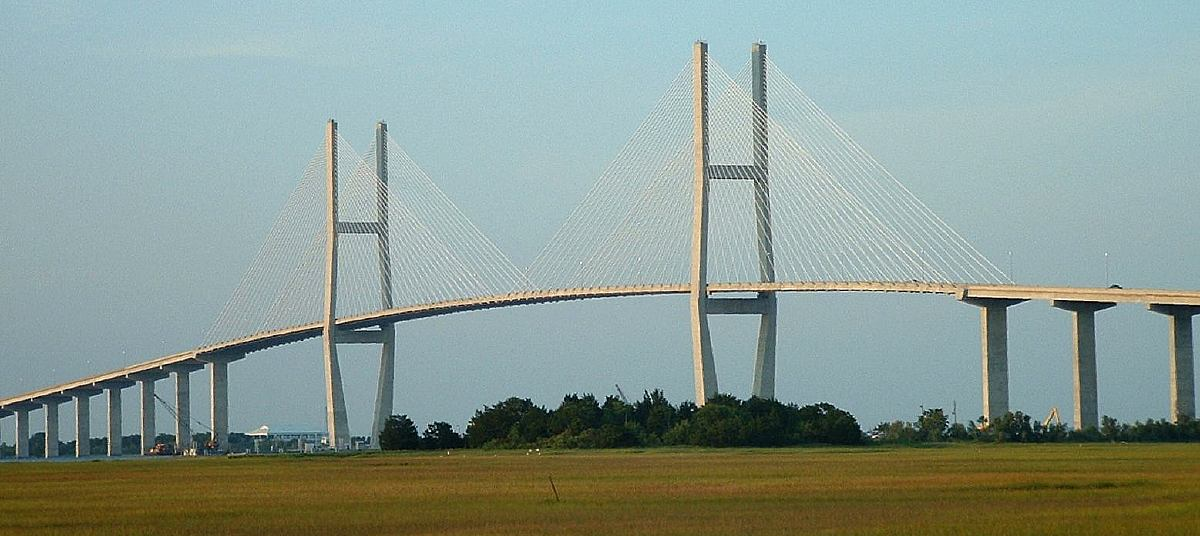
ブランズウィック港に架かるシドニー・ラニア橋

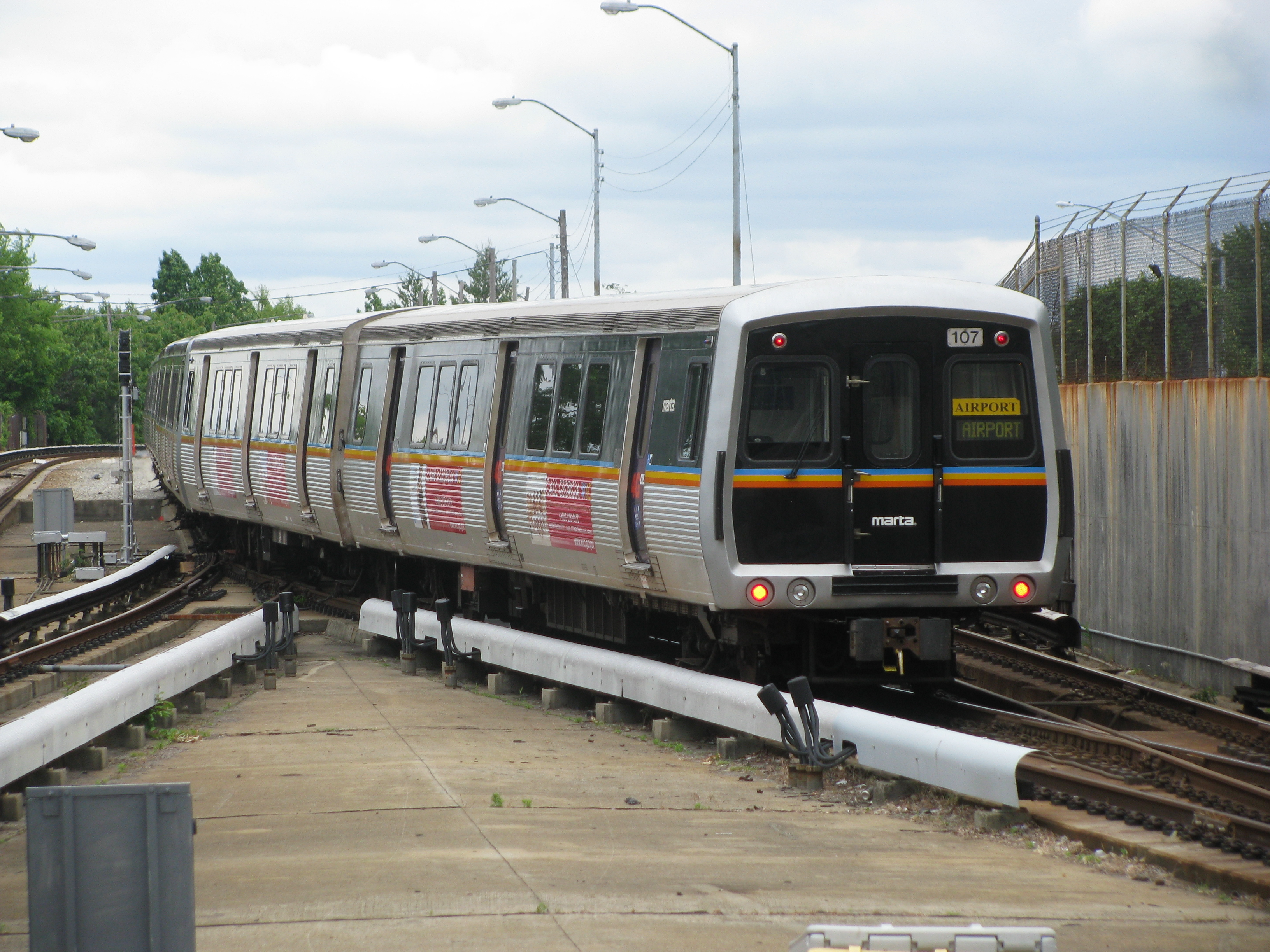
MARTA通勤列車

州内の交通はジョージア州政府の行政部門であるジョージア州交通省が管轄している。主要な州間高速道路は75号線と85号線である。1998年3月18日、ジョージア州議会下院が、チャタフーチー川から北のテネシー州境に至る州間高速道路75号線の一部に、ラリー・マクドナルド記念ハイウェイと名前を付ける法案を成立させた。ラリー・マクドナルドは民主党アメリカ合衆国下院議員であり、1983年9月1日に大韓航空007便がソビエト連邦に撃墜されたとき、それに乗っていた。
州内の主要な商業空港はハーツフィールド・ジャクソン・アトランタ国際空港 (ATL)であり、世界でも最大級に利用客の多い空港である。他にも8つの商業空港がある。サバンナ/ヒルトン・ヘッド国際空港が乗客数で第2位であり、やはり国際空港である。それ以下では利用客数順に、オーガスタ、コロンバス、オルバニー、メイコン、ブランズウィック、バルドスタ、アセンズの空港がある。
ジョージア港湾公社がサバンナとブランズウィックの水深が深い海港とベインブリッジとコロンバスの川港を管理している。サバンナ港は大西洋岸の主要海港である。
アトランタ・マルタ（MARTA）がアトランタ大都市圏の高速交通システムである。1971年にバス運行主体として設立され、現在は延長48マイル (77 km)、38駅のある高速輸送システムと繋ぐバス路線網を運行している。フルトン郡とディカーブ郡ではほぼ独占的に運行し、コブ郡とカンバーランド・モールに隣接するカンバーランド交通センターとバスで接続し、クレイトン郡のハーツフィールド・ジャクソン・アトランタ国際空港には鉄道駅がある。また身体障害者には補助的交通サービスも行っている。2009年時点でバスと鉄道を合わせた乗客数は1日482,5000人である。

### 医療
州内には151の総合病院があり、医師は15,000人、歯科医は6,000人いる。定期的な運動を行っている住民の比率では国内第41位である。

## 日本との関連
アトランタ市を中心にかなりの日本企業が進出している。そのため、日本とアトランタとの間でデルタ航空による直行便が運航されている。
日本とジョージア州の正式な関係は、1973年に東京にジョージア州産業・貿易・観光事務所が設立されたことによりはじまった。1974年4月には、首都アトランタに在アトランタ日本国総領事館が開設された。
2012年時点で、日系企業はジョージア州に104億ドルを投資し、547社の日系企業が拠点を置いていた。ジョージア州の主な日系企業としては、Kubota Manufacturing of America Corp.、NACOM Corporation、Yamaha Motor Mfg. Corp. of America、YKK (USA) America, Inc. などがある。2011 年のジョージア州の日本への輸出額は 12 億ドルに達し、日本は輸出先ランキング 5 位となった。

## その他

### 同州出身の有名人
（英文）
氏名-職業の順に表記。ラスト・ネイムの五十音順。
特に有名なのが1977年から1981年までアメリカ合衆国大統領を務めたジミー・カーターである。
- アリス・ウォーカー - 作家
- R.E.M.（アール・イー・エム） - ロックバンド
- ジミー・カーター - 大統領、ジョージア州知事
- タイ・カッブ - 野球選手 (アメリカ野球殿堂表彰者)
- ジョシュ・ギブソン - 野球選手 (アメリカ野球殿堂表彰者)
- ロバート・クレイ - ブルース音楽家
- アースキン・コールドウェル - 作家
- ロイC - ソウル音楽家
- ジョー - コンテンポラリーR&B歌手
- ビリー・ジョー・ロイヤル - カントリー歌手
- ブラッド・ジョンソン - アメリカンフットボール選手
- ビル・テリー - 野球選手 (アメリカ野球殿堂表彰者)
- フランク・トーマス - 野球選手
- ダニエル・J・ブーアスティン - 作家・学者・歴史家
- キャム・ニュートン - アメリカンフットボール選手
- ケビン・ブラウン - 野球選手
- ジム・ブラウン - アメリカンフットボール選手 (プロフットボール殿堂表彰者)・俳優
- デイヴ・プレーター - ソウル歌手（サム&デイヴのデイヴ）
- ジョニー・マイズ - 野球選手 (アメリカ野球殿堂表彰者)
- ブラインド・ウィリー・マクテル - ブルース音楽家
- ディーン・ラスク - 政治家 (国務長官)
- スパイク・リー - 映画監督・プロデューサー・作家・俳優
- スティーヴン・ソダーバーグ - 映画監督
- オーティス・レディング - ソウル歌手
- ケニー・ロジャース - 野球選手
- ジャッキー・ロビンソン - 野球選手 (アメリカ野球殿堂表彰者)

### 日本の姉妹都市
- （日本） - （州内）、年
- （鹿児島県） - （ジョージア州）
- （宮城県三本木町） - （ダブリン市）
- （群馬県桐生市） - （コロンバス市）
- （富山県黒部市） - （メーコン市）
- （静岡県大仁町（現伊豆の国市）） - （ゲインズビル市）
- （兵庫県宝塚市） - （オーガスタ・リッチモンド）
- （広島県三次市） - （アメリカス市）
- （福岡県福岡市） - （アトランタ市）
- （熊本県植木町（現熊本市）） - （ローム市）
- （熊本県阿蘇町（現阿蘇市）） - （ラグレンジ市）